# Episodi di Sonic Underground
La serie televisiva di Sonic Underground consiste in 40 puntate.
| nº | Titolo italiano | Titolo inglese                  | Prima TV Francia | Prima TV USA      | Prima TV Italia |
| -- | --- | ------------------------------- | ---------------- | ----------------- | --------------- |
| 1  | Marcia nuziale | Wedding Bell Blues              | 6 gennaio 1999   | 4 ottobre 1999    |                 |
| 1  | Robotnik annuncia di voler sposare la regina Aleena con l'intento di diventare il re di Mobius.                                                            |                                 |                  |                   |                 |
| 2  | In cerca della regina | To Catch a Queen                | 10 gennaio 1999  | 31 agosto 1999    |                 |
| 2  | Argus, capitano delle guardie della regina, viene catturato da Sleet e Dingo prima dell'incontro segreto con Aleena.                                       |                                 |                  |                   |                 |
| 3  | Ritorno a casa | Mobodoon                        | 13 gennaio 1999  | 1º settembre 1999 |                 |
| 3  | Sonic, Sonia e Manic ritornano dove sono nati, a Mobodoon, una bella e allegra cittadina.                                                                  |                                 |                  |                   |                 |
| 4  | Il prezzo della libertà | The Price of Freedom            | 17 gennaio 1999  | 2 settembre 1999  |                 |
| 4  | Sonia si reca a est di Mobius per far visita alla sua amica Mindy a LaTour.                                                                                |                                 |                  |                   |                 |
| 5  | Il ballo in maschera | Underground Masquerade          | 20 gennaio 1999  | 3 settembre 1999  |                 |
| 5  | Sleet e Dingo vogliono riscuotere le tasse che il duca di Velcronia deve a Robotnik, ma non lo dicono a nessuno.                                           |                                 |                  |                   |                 |
| 6  | Fidarsi è bene ma... | Tangled Webs                    | 24 gennaio 1999  | 6 settembre 1999  |                 |
| 6  | Il sinistro Robotnik ricatta Cyrius, un vecchio amico di Sonic, tenendo in ostaggio suo padre.                                                             |                                 |                  |                   |                 |
| 7  | Chi ha paura dell'acqua? | The Deepest Fear                | 27 gennaio 1999  | 7 settembre 1999  |                 |
| 7  | Sonic, Manic e Sonia si recano al porto di Mobius e scoprono che le navi stanno affondando per via di un mostro marino.                                    |                                 |                  |                   |                 |
| 8  | Amnesia | Who Do You Think You Are?       | 31 gennaio 1999  | 8 settembre 1999  |                 |
| 8  | I diari della regina Aleena potrebbero trovarsi sotto a un palazzo della città di Tashistan.                                                               |                                 |                  |                   |                 |
| 9  | L'ultima spiaggia | The Last Resort                 | 3 febbraio 1999  | 9 settembre 1999  |                 |
| 9  | Dispersi nel deserto di Mobius, Sonic, Manic e Sonia s'imbattono in un'oasi chiamata Lake Valley resort.                                                   |                                 |                  |                   |                 |
| 10 | Il ballo delle debuttanti | Come Out You Wherever You Are   | 7 febbraio 1999  | 10 settembre 1999 |                 |
| 10 | Sonia è invitata al ballo delle debuttanti, ma prima del suo ingresso in società, lei e i fratelli, Manic e Sonic, devono compiere un'importante missione. |                                 |                  |                   |                 |
| 11 | Chi è il più veloce del reame? | Winner Fakes All                | 10 febbraio 1999 | 13 settembre 1999 |                 |
| 11 | Robotnik organizza una gara di atletica per catturare Sonic.                                                                                               |                                 |                  |                   |                 |
| 12 | Una fantastica eredità | A Hedgehog's Home Is Her Castle | 14 febbraio 1999 | 14 settembre 1999 |                 |
| 12 | I ricci ricevono un messaggio che sembra essere di un loro cugino.                                                                                         |                                 |                  |                   |                 |
| 13 | I manufatti | Artifact                        | 17 febbraio 1999 | 15 settembre 1999 |                 |
| 13 | l ricci sottraggono a Robotnik dei manufatti storici di Mobius, prima che lui li possa mettere all'asta.                                                   |                                 |                  |                   |                 |
| 14 | Attacco aereo | Bug!                            | 21 febbraio 1999 | 16 settembre 1999 |                 |
| 14 | Una fazione di Combattenti per la Libertà viene attaccata da uno sciame di mosconi.                                                                        |                                 |                  |                   |                 |
| 15 | Tonico velocizzante | Sonic Tonic                     | 24 febbraio 1999 | 17 settembre 1999 |                 |
| 15 | Robotnik crea un tonico velocizzante per diventare veloce come Sonic e poterlo finalmente catturare.                                                       |                                 |                  |                   |                 |
| 16 | Amico o nemico? | Friend or Foe?                  | 28 febbraio 1999 | 20 settembre 1999 |                 |
| 16 | I ricci approdano sull'Isola Galleggiante, nell'ennesimo tentativo di trovare la loro madre.                                                               |                                 |                  |                   |                 |
| 17 | I guardiani di pietra | Head Games                      | 3 marzo 1999     | 21 settembre 1999 |                 |
| 17 | Mentre Sonic fa uno spuntino, trova nello zaino un messaggio della madre che gli chiede di andare al più presto a Speedster Island.                        |                                 |                  |                   |                 |
| 18 | Una prova di coraggio | When in Rome...                 | 7 marzo 1999     | 22 settembre 1999 |                 |
| 18 | Sonic inizia a scoraggiarsi perché tutti gli sforzi per conquistare la libertà gli sembrano inutili.                                                       |                                 |                  |                   |                 |
| 19 | Il gioiello della corona | The Jewel in the Crown          | 10 marzo 1999    | 23 settembre 1999 |                 |
| 19 | Robotnik vuole rubare il gioiello della corona della regina Aleena, che brilla quando lo indossa.                                                          |                                 |                  |                   |                 |
| 20 | Tre ricci e una culla | Three Hedgehogs and a Baby      | 14 marzo 1999    | 24 settembre 1999 |                 |
| 20 | Sonic, Manic e Sonia trovano un bimbo abbandonato in un vicolo e vanno alla ricerca dei suoi genitori.                                                     |                                 |                  |                   |                 |
| 21 | I nomadi del deserto | Dunes Day                       | 17 marzo 1999    | 27 settembre 1999 |                 |
| 21 | Sonic e i suoi fratelli vanno nella periferia di Mobius per convincere una tribù di nomadi a unirsi alla resistenza.                                       |                                 |                  |                   |                 |
| 22 | Il papiro | Mumy Dearest                    | 21 marzo 1999    | 28 settembre 1999 |                 |
| 22 | Sonic, Manic e Sonia vanno nel covo di Robotnik a cercare lo Stemma del Riccio.                                                                            |                                 |                  |                   |                 |
| 23 | Il prigioniero dalla maschera di ferro | Hedgehog in the Iron Mask       | 24 marzo 1999    | 29 settembre 1999 |                 |
| 23 | Mentre cercano la madre, i ricci arrivano alla torre della prigione dove incontrano un estraneo mascherato che dice di essere un famigliare.               |                                 |                  |                   |                 |
| 24 | Tre ricci di troppo | Six Is a Crowd                  | 28 marzo 1999    | 30 settembre 1999 |                 |
| 24 | L'Oracolo consiglia ai ricci di intraprendere una missione che potrebbe dargli delle risposte sul futuro.                                                  |                                 |                  |                   |                 |
| 25 | La fortezza volante | Flying Fortress (1)             | 31 marzo 1999    | 1º ottobre 1999   |                 |
| 25 | La vacanza di Sonic, Manic e Sonia si trasforma in uno scontro per salvare Mobius quando Robotnik lo attacca con una nuova arma: la fortezza volante.      |                                 |                  |                   |                 |
| 26 | Gli antefatti | Beginnings (2)                  | 4 aprile 1999    | 30 agosto 1999    |                 |
| 26 | Lo storia di Underground è raccontata nel dettaglio, dalla caduta di Mobotropolis all'avvento di Robotnik.                                                 |                                 |                  |                   |                 |
| 27 | Lo smeraldo del potere | No Hedgehog Is an Island (3)    | 7 aprile 1999    | 5 ottobre 1999    |                 |
| 27 | Sleet e Dingo fuggono dalla fortezza volante con lo Smeraldo del Caos.                                                                                     |                                 |                  |                   |                 |
| 28 | L'addestramento | Getting to Know You (4)         | 11 aprile 1999   | 9 ottobre 1999    |                 |
| 28 | I ricci imparano cosa comporti essere un combattente per la libertà.                                                                                       |                                 |                  |                   |                 |
| 29 | Il dilemma | New Echidna in Town (5)         | 14 aprile 1999   | 7 ottobre 1999    |                 |
| 29 | Suo malgrado, Tira Pugni stringe un accordo con Robotnik per consegnargli Sonic e la sua famiglia in cambio dello Smeraldo del Caos che salverà Mobius.    |                                 |                  |                   |                 |
| 30 | Tutti per uno | Harmony or Sommething (6)       | 18 aprile 1999   | 8 ottobre 1999    |                 |
| 30 | Manic, Sonic e Sonia devono interrompere l'allenamento quando Robotnik minaccia l'Oracolo e rapisce un membro della resistenza.                            |                                 |                  |                   |                 |
| 31 | Il medaglione della discordia | Country Crisis                  | 21 aprile 1999   | 11 ottobre 1999   |                 |
| 31 | La regina Aleena dice ai ricci di recarsi in una vallata di Mobius per riportare la pace fra due fazioni divise della resistenza.                          |                                 |                  |                   |                 |
| 32 | Chiacchiere compromettenti | Haircraft in Space              | 25 aprile 1999   | 12 ottobre 1999   |                 |
| 32 | Robotnik si serve del parrucchiere locale, Doo-bot, per ottenere informazioni su chi è contro di lui.                                                      |                                 |                  |                   |                 |
| 33 | False speranze | Healer                          | 28 aprile 1999   | 13 ottobre 1999   |                 |
| 33 | Un sedicente scienziato arriva a Robotropolis con un dispositivo capace di annullare gli effetti della macchina robotizzante di Robotnik.                  |                                 |                  |                   |                 |
| 34 | La scelta di Sonia | Sonia's Choice                  | 2 maggio 1999    | 14 ottobre 1999   |                 |
| 34 | Robotnik ha organizzato una mostra sui calici della famiglia reale.                                                                                        |                                 |                  |                   |                 |
| 35 | Una vacanza al freddo | The Big Melt                    | 5 maggio 1999    | 15 ottobre 1999   |                 |
| 35 | La vacanza dei ricci è interrotta dalla notizia della nuova arma di Robotnik.                                                                              |                                 |                  |                   |                 |
| 36 | Gli addormentatori | Sleepers                        | 9 maggio 1999    | 18 ottobre 1999   |                 |
| 36 | Durante una missione in un'area remota di Robotropolis, i ricci apprendono che i combattenti per la libertà sono scomparsi e verranno robotizzati.         |                                 |                  |                   |                 |
| 37 | Bartleby in prigione | Bartleby the Prisoner           | 12 maggio 1999   | 19 ottobre 1999   |                 |
| 37 | Robotnik cattura Bartleby e lo usa come esca per arrivare a Sonia.                                                                                         |                                 |                  |                   |                 |
| 38 | Un robot dal cuore d'oro | The ART of Destruction          | 16 maggio 1999   | 20 ottobre 1999   |                 |
| 38 | La nuova arma di Robotnik, Art, applica la nuova politica di distruzione di Robotropolis.                                                                  |                                 |                  |                   |                 |
| 39 | Il ciondolo | The Pendant                     | 19 maggio 1999   | 21 ottobre 1999   |                 |
| 39 | La Penisola di Smeraldo è il luogo perfetto dove Robotnik troverà degli schiavi per il suo impero.                                                         |                                 |                  |                   |                 |
| 40 | Pericolo virtuale | Virtual Danger                  | 23 maggio 1999   | 22 ottobre 1999   |                 |
| 40 | Sonic e Manic si servono della realtà virtuale per migliorare le proprie doti di pilota.                                                                   |                                 |                  |                   |                 |

## Marcia nuziale
- Titolo originale: Wedding Bell Blues
- Scritto da: Ben Hurst e Pat Allee

Trama
Il dottor Nick annuncia allo schermo che l'indomani sposerà la regina Aleena e concede musica dal vivo per la cerimonia. Scioccati dalla notizia, Sonic, Manic e Sonia si recano da Bartleby travestiti da inservienti per ottenere informazioni sulla veridicità del matrimonio e, poco dopo, Sleet e Dingo giungono a loro volta per chiedere a Bartleby di pagare più contributi per la cerimonia: assecondandosi ai suoi amici, Bartleby accetta affermando che gli pagherà metà prezzo trovando anche i musicisti. I ricci allora si travestono da musicisti del diciottesimo secolo e durante le prove vengono scoperti da una telecamera di Nick; notandolo, i tre si dividono per chiedere direttamente alla madre se ha veramente intenzione di sposare Nick. Sleet e Dingo cercano nuovamente di catturare Sonic con un inganno ma falliscono. Il giorno del matrimonio, la band scopre che era solo una trappola tesa da Sleet e Dingo (trasformato nella regina) per catturarli, ma Sonic e Manic fuggono, mentre Sonia, che è stata presa, viene costretta a sedersi accanto a Nick per sostituire la regina. Infatti stando alla legge in mancanza della sovrana il trono spetta anche a solo uno dei figli e Nick, adottando Sonia come figliastra diventerà re in automatico. Ma Aleena, nascosta in mezzo alla folla, interrompe improvvisamente la cerimonia permettendo ai due fratelli di irrompere e affrontare Nick, Sleet e i Megarobot. Nella sala rimangono solo lo scienziato e i suoi due cacciatori, che credono di aver fermato la regina incappucciata su un cavallo, ma scoprono a malincuore che era solo un manichino. Manic voleva fingersi la regina, ma non ha fatto in tempo, così i ricci si rendono conto che a interrompere la cerimonia di incoronazione è stata la madre, mentre Nick, furibondo per il fallimento, punisce i due cacciatori rinchiudendoli in gattabuia per qualche giorno.
- Canzone: When Tomorrow Comes, composta da Jean-Michel Guirao e Mike Piccirillo. A differenza delle altre, che sono lunghe circa un minuto, questa dura 44 secondi.
- Le tute da inservienti indossate da Manic e Sonic somigliano molto a quelle di Super Mario e Luigi.

## In cerca della regina
- Titolo originale: To Catch a Queen
- Scritto da: Doug Booth

Trama
La regina organizza un incontro segreto con Argus (un cane antropomorfo), il capo delle guardie reali, anch'egli ricercato dal dottor Nick. Ma mentre vi si dirige, la sua navetta viene abbattuta e Sleet e Dingo lo portano alla base del loro capo. I Sonic Underground nel frattempo, hanno ascoltato tutto alla radio del loro camper e corrono verso la fortezza di Nick, giungendovi troppo tardi, perché è già stato robotizzato. Tuttavia l'occasione di ritrovare la madre non è persa: il trio decide di infiltrarsi alla cerimonia di benvenuto che viene fatta ad ogni nuovo robot dello scienziato. Qui distraggono Nick a suon di armi/medaglioni che usano successivamente per svegliare la memoria di Argus; questi fa appena in tempo a dire loro che il luogo dell'incontro è nel cantiere di un acquedotto sotterraneo e ridiventa cattivo. Di lì a poco arriva un anziano che li informa della locazione del cantiere e in cambio Sonia gli paga la cena. Giunti sul posto, Sonic, Sonia e Manic scoprono che la cappa della madre era finta e infatti vengono accerchiati da Sleet, Dingo (era lui l'anziano cui Sonia aveva pagato la cena) e i Megarobot, compreso Argus. I ricci allontanano i nemici con la batteria e risvegliano Argus ottenendo il punto esatto dell'incontro ma, notando che Dingo è stato trasformato in Argus, Sonic parte all'inseguimento e, a suon di schitarrate, provoca una frana che blocca l'uscita, permettendo alla regina di fuggire. I ricci e Argus riescono a bloccare e allontanare i Megarobot appena in tempo, prima che il capo delle guardie abbia nuovamente la mente robotica. Alla fine, il trio se ne va, mentre Sleet è lasciato alla mercé della stupidaggine di Dingo.
- Canzone: Have You Got The 411?, composta da Jean-Michel Guirao e Mike Piccirillo.

## Ritorno a casa
- Titolo originale: Mobodoon
- Scritto da: Peter Hunzinger

Trama
È il compleanno dei ricci, i quali, per festeggiarlo, si stanno dirigendo a Mobodoon, il villaggio dove sono nati, a cui si può accedere tramite un portale dimensionale che appare una volta ogni quattro anni, precisamente il secondo giorno pari del terzo mese dell'anno, solo quando c'è la luna piena. Lungo la strada si imbattono in Sleet e Dingo e li allontanano, ma i due seguono i ricci di nascosto ed entrano anche loro a Mobodoon. Sonic, Sonia e Manic, nel villaggio incontrano il sindaco Whinnyham, una cavalla molto amica della regina Aleena; il trio infatti dovrebbe ritrovare la madre nel villaggio per festeggiare il compleanno. Manic, girando per il posto, viene fortemente tentato di restare a viverci, in modo da avere quella vita che non ha mai vissuto da piccolo. La band si esibisce per i cittadini ma subito dopo irrompono Sleet, Dingo e i Megarobot, intenti a riscuotere una colossale tassa, ma dal momento che a Mobodoon non si usa la moneta, i due cacciatori decidono comunque di rubare gli oggetti di valore, compresa la Pietra del Potere (Power Stone), una grande gemma verde simile a uno smeraldo che, oltre ad essere la fonte di energia per il villaggio, permette ai suoi abitanti di visitare Mobius. I ricci non riescono ad attivare i medaglioni, essendosi appena esibiti, quindi si scappano fuori dal portale ed escogitano un piano per salvare Mobodoon: Sonic ferma il convoglio di camion mentre Manic usa l'energia della gemma per ricaricare istantaneamente i medaglioni. La band può quindi distruggere i Megarobot e allontanare Sleet e Dingo, per poi riportare tutti gli oggetti rubati a Mobodoon. Prima di andarsene, i ricci ricevono gli auguri di compleanno dal sindaco Whinnyham da parte della mamma, che è purtroppo dovuta andarsene. Sonia e Sonic lasciano il villaggio senza Manic, il quale, ha deciso di restarci assieme al sindaco, ma subito dopo li raggiunge, affermando che una band non può non avere un batterista e allontanano nuovamente Dingo, che era stato trasformato in una palla, lanciandolo contro Sleet.
- Canzone: I Found My Home, composta da Jean-Michel Guirao e Mike Piccirillo.
- Mobodoon è un incrocio di nomi tra il pianeta Mobius e il villaggio del musical Brigadoon, il quale, compare una volta ogni 400 anni, mentre nel cartone, ogni quattro.
- Stando a quanto dice Manic, si può intuire che il compleanno dei ricci è il 4 marzo, dal momento che cade lo stesso giorno dell'apparizione del portale di accesso.

## Il prezzo della libertà
- Titolo originale: The Price of Freedom
- Scritto da: Martha Moran

Trama
Sonia, in fuga da Sleet e Dingo con la propria motocicletta, fa schiantare la navetta dei due e, non appena Manic ripara la moto, parte alla volta della zona orientale di Mobius, dove abita la sua amica di lunga data Mindy LaTour. Sonic e Manic decidono di seguirla per trovare la madre; giunta a destinazione, Sonia scopre che il padre di Mindy gestisce una fabbrica di orologi per pagare le tasse a Nick e quella stessa notte scopre che il suo orologio è in realtà un robottino che spia per la Robot Intelligence Agency (Robotnik Intelligence Agency) e informa i due fratelli. Mentre i due distruggono gli orologi-spia vengono catturati dall'agente N (un agente robot della R.I.A.) e liberati da Sonia. I tre scoprono quindi che gli orologi vengono venduti a un prezzo bassissimo affinché spiino chiunque e Mindy, informata di ciò, scopre dal padre che lo ha fatto per proteggerla. Mindy decide quindi di unirsi ai Combattenti per la Libertà e scappare di casa con il padre, mentre gli Underground riprogrammano gli orologi, La mattina dopo giungono Sleet e Dingo, scoprono i LaTour in fuga e li catturano, ma i ricci intervengono. Di lì a poco torna l'agente N e cattura tutti (tranne Sonic), con l'intento di robotizzarli sul suo carro armato. Sonic assalta il veicolo con gli orologi, distruggendo anche l'agente N e costringendo alla fuga anche i due cacciatori. Mindy e suo padre possono quindi lasciare a malincuore e in pace la loro casa.
- Canzone: Money Can't Buy, composta da Jean-Michel Guirao e Mike Piccirillo. Viene cantata da Mindy ed è l'unica volta in cui la band si esibisce con più di tre membri.
- Voci aggiunte: Louise Vallance e Alessandra Karpoff (Mindy LaTour), Garry Chalk (signor LaTour)
- La R.I.A. è una parodia della CIA.
- Il telecomando usato da Sonic per comandare gli orologi somiglia al controller del Sega Mega Drive.

## Il ballo in maschera
- Titolo originale: Underground Masquerade
- Titolo Prime Video: Il ballo delle debuttanti
- Scritto da: Rick Merwin

Trama
Sleet e Dingo sono esausti di dover consegnare a Nick tutte le tasse che riscuotono dai cittadini, così pianificano di incastrare qualcuno per tenersi il bottino che devono riscuotere dal duca di Velcronia per non farsi robotizzare. Durante il viaggio vengono derubati da Max, un giovane zingaro, prontamente soccorso dai Sonic Underground. I tre pensano di reclutare gli amici di Max (Allegra e Clifton) affinché suonino con loro all'annuale ballo in maschera del duca, mentre Sleet trasforma Dingo in "Urchino", uno zingaro prestigiatore, per spiare i teppistelli. Sonic e Sonia sono però preoccupati da un possibile ritorno di Manic alle vecchie maniere di ladro. Mentre Manic insegna ai teppistelli cosa suonare al ballo, Sonic e Sonia si recano dal duca di Velcronia (che è inoltre un finanziatore clandestino della resistenza), scoprendo un enorme bottino. "Urchino" propone ai teppisti di rubare le tasse che deve pagare il duca per donarle ai Combattenti per la Libertà, spingendo Manic a ottenere una monetina violando i sistemi di sicurezza. Mentre gli Underground si esibiscono e il duca promette agli zingari di trovare un rifugio, Sleet interviene e svela la scommessa, così Manic viene arrestato, mentre Sonic, Sonia e gli zingari scappano. Tuttavia Max scopre il piano di Sleet e Dingo, registrandolo, addirittura interviene la regina permettendo a Max di scappare con le prove. Sonic e Sonia fanno evadere Manic, attirando i robot poliziotti e mostrando loro di nascosto il video registrato da Max, che arrestano i due cacciatori di taglie mentre recuperano il bottino "scomparso"; il duca promette infine ai teppistelli di dare loro una casa, Manic promette di smettere di rubare e Max, ispirato, si unisce ai Combattenti per la Libertà.
- Canzone: Let the Good Times Roll, composta da Jean-Michel Guirao e Mike Piccirillo.
- Voci aggiunte: Matt Hill e Davide Garbolino (Max), Walter Rivetti (teppistello).

## Fidarsi è bene, ma...
- Titolo originale: Tangled Webs
- Scritto da: Ben Hurst e Pat Allee

Trama
Nelle ultime quattro settimane i ricci hanno distrutto ben tre fabbriche di Megarobot; mentre Sonia e Manic stanno per distruggerne un'altra con dei nuovi moduli telecomandati, Sonic è alla base segreta della resistenza, dove ri-incontra il suo amico d'infanzia Cyrus, un leone il cui padre Lionel è un geniale inventore ed è stato catturato da Nick per costruire un robotizzatore portatile. Proprio quando Manic e Sonia vengono scoperti, Sonic interviene all'ultimo e distrugge la fabbrica con un piano improvvisato; alla base, Sonia è stufa delle leggerezze del fratello e a insaputa di tutti, lo scienziato spia tutti con una microtelecamera fornita a Cyrus; così improvvisa un assalto e promette a Cyrus di liberare il padre se scopre cosa sia il "santuario". Sventato l'attacco, i ribelli portano rifornimenti ai bambini nascosti nel suddetto santuario segreto e Cyrus distrugge la sua microcamera; a causa delle mancate registrazioni Nick non scopre nulla. Mentre i ricci e Cyrus attuano il piano per liberare Lionel, il giovane leone confessa che era una trappola tesa dal tirannico scienziato, che aveva minacciato Cyrus di distruggere la sua famiglia se non l'avesse aiutato, difatti i tre vengono presi in ostaggio. Sonic scopre che Lionel era un ologramma e viene ricattato, così usa i moduli per assaltare la base di Nick e salvare gli altri. Sonia è contenta di averla scampata ancora una volta, ma Cyrus è moralmente a pezzi poiché Nick ha punito il suo tradimento robotizzando suo padre.
- Canzone: Teach the Children, Light the Way, composta da Jean-Michel Guirao e Mike Piccirillo. Si tratta di una pop ballad molto simile a quelle del celebre gruppo musicale Toto.
- Voci aggiunte: Matt Hill (Trevor).

## Chi ha paura dell'acqua?
- Titolo originale: The Deepest Fear
- Scritto da: Michael Edens e Mark Edens

Trama
Nel cercare la madre, i ricci si recano a Port Mobius, una città portuale dove secondo una leggenda, nel Mar di Mobius (Mobian Sea) c'è un mostro marino chiamato Moby Deep che affonda le navi. Non appena Sonic nota il mare raggiunge la città e si trova da solo contro Sleet, Dingo, i Megarobot e perfino gli abitanti, venendo però soccorso dai fratelli; mentre si ritirano, piombano fortunosamente con il furgone nel teatro del Regina Aleena, un battello comandato dal capitano Squeeg (Captain Squeegee), una spugna marina e unico cittadino membro dei Combattenti per la Libertà. Costui spiega agli Underground che l'intera città è fedele al dottor Nick poiché afferma di essere l'unico in grado di proteggerli da Moby Deep, che nonostante sia una leggenda esiste davvero e affonda qualsiasi imbarcazione al largo; Sonia sospetta quindi un piano dello scienziato. Manic ha inoltre un asso nella manica: usare la batteria per captare le onde sonore e capire la grandezza dei corpi sott'acqua. Manic, Sonia e Squeeg salpano e vengono scoperti da Dingo trasformato in boa, che avverte il socio, mentre Sonic, rimasto a terra per paura delle acque profonde, scopre che ad affondare le navi è in realtà un sottomarino usato dai due cacciatori di taglie, su cui non fa in tempo a salire e nemmeno ad avvertire gli altri dal faro. Non appena viene raggiunto dai Megarobot, il riccio blu fugge dai Megarobot facendo sci d'acqua e cade in mare, venendo però salvato da una balena bianca che dice di chiamarsi Moby Deep, a cui nonostante non piacciano i sommergibili, accetta di portare Sonic al Regina Aleena, nel frattempo raggiunto dal sottomarino dei cacciatori. Gli Underground decidono quindi di suonare per costringerli a emergere e distruggono il sommergibile. Il capitano Squeeg ora avrà tutta Port Mobius contro il regime di Nick e i ricci scoprono increduli di essere stati chiamati sul posto proprio dalla madre.
- Canzone: Face Your Fear, composta da Jean-Michel Guirao e Mike Piccirillo.
- Voci aggiunte: Terry Klassen e Riccardo Lombardo (capitano Squeeg), Riccardo Peroni (Moby Deep).
- Nell'incubo all'inizio dell'episodio Sonic veste i panni del capitano Achab, protagonista umano del romanzo di Herman Melville Moby Dick, subendo lo stesso destino.
- Il nome di Squeeg è probabilmente un miscuglio tra i nomi di Squiddi e Queequeg.

## Amnesia
- Titolo originale: Who Do You Think You Are
- Scritto da: Ben Hurst e Pat Allee

Trama
I ricci scoprono che nelle catacombe del palazzo del Tashistan c'è il diario della regina e non appena giungono scoprono che in paese ci sono Sleet e Dingo a riscuotere le tasse, così si dividono e vanno in cerca di indizi. Sleet trasforma Dingo in un drone per cercare Raphi Hajani, un membro locale della resistenza, che nel tentativo di distruggere Dingo, questi rimbalza e colpisce in testa Sonia, che perde la memoria, ma viene tratta in salvo da Raphi, che la porta in casa sua. Sonic e Manic notano la scomparsa della sorella e partono subito alla ricerca, mentre Sonia e Raphi si recano al mercato cittadino; nell'acquistare del cibo per la famiglia di Raphi, Sonia vende il suo medaglione a un mercante, che a sua volta lo cede di nascosto a un Megarobot. Frattanto gli altri due ricci cercano di attirare la sorella esibendosi, attirando anche l'attenzione dei Megarobot; mentre Sonia e Raphi scappano, la riccia cade di nuovo e recupera la memoria, ma i due vengono catturati da Sleet con un raggio traente e imprigionati. Sonic e Manic, sfuggiti a Dingo nelle fogne, si travestono da ballerine e ingannano Sleet, recuperando il medaglione. Sonia e Raphi intanto evadono ma Raphi viene catturato e Sonia, che ha intanto recuperato il diario lasciato dalla madre di nascosto, si ricongiunge ai fratelli e vanno a soccorrere Raphi, finito intanto nel robotizzatore, che viene distrutto da Sonic; nonostante Raphi sia robotizzato dal girovita ai piedi, potrà sfruttarne la forza e i ricci lasciano il Tashistan.
- Canzone: We Need to Be Free, composta da Jean-Michel Guirao e Mike Piccirillo. È un brano con tipiche sonorità arabe.
- Voci aggiunte: Davide Garbolino (Raphi Hajani), Dania Cericola (madre di Raphi).

## L'ultima spiaggia
- Titolo originale: The Last Resort
- Titolo Prime Video: L'ultimo resort
- Scritto da: Michael Edens

Trama
I ricci sono in cerca del sigillo reale di Mobius, tuttavia cadono nell'ennesima imboscata di Sleet e Dingo e scappano, ma durante la fuga finiscono in un deserto e trovano la Valle del Lago (Lake Valley), un posto con l'aspetto di Mobius prima della conquista di Nick, dove incontrano Stripes, una tigre, che permette ai tre di stare quanto desiderano. Difatti si scopre che Nick lascia illesa la valle a patto che Stripes catturi qualsiasi Combattente per la Libertà che vi arrivi. Mentre i tre si divertono e vengono viziati, Manic parla imprudentemente della resistenza e scopre che tutti gli abitanti del villaggio odiano la resistenza e pensano sia colpa loro se Nick distrugge tutto. Sonic spia Stripes e scopre che li ha venduti al nemico e non appena i tre tentano di allontanarsi giungono i due cacciatori con i Megarobot, che catturano Stripes a causa dei patti rotti dallo stesso Nick. Gli Underground assaltano le truppe nemiche e Sonia salva Stripes dall'essere robotizzato e questi aizza tutti gli abitanti a combattere i nemici, cacciandoli. Nonostante Stripes offra a Sonia di restare, costei decide di rimanere con i fratelli, promettendo però all'amico di tornare.
- Canzone: Listen to Your Heart, composta da Jean-Michel Guirao e Mike Piccirillo.
- Voci aggiunte: Christopher Barnes (Stripes)

## Il ballo delle debuttanti
- Titolo originale: Come Out Wherever You Are
- Titolo Prime Video: Venite fuori ovunque voi siate
- Scritto da: Ben Hurst e Pat Allee

Trama
Su ordine del dottor Nick, Bartleby organizza un ballo di debuttanti a casa sua, con l'intento di attirare Sonia, anch'ella invitata, che già immagina di ballare con il fidanzato. Frattanto, Cyrus escogita un piano per installare un radiocomando nel "Predatore" (Predator), un'enorme nave volante automatica indistruttibile costruita da Nick e programmata affinché tracci e catturi qualsiasi mobiano non robotizzato seguendo l'anidride carbonica espirata; Sonia però è distratta e si rifiuta di raccontare del ballo ai fratelli, ma Manic ruba temporaneamente l'invito e lo scoprono. Durante l'operazione, Sonia si distrae nei suoi pensieri e viene catturata da Sleet e i Megarobot; Sonic interviene e installa il radiocomando, sfuggendo a Dingo, che cade vittima di un'esplosione. Il giorno dopo, Sonic e Manic rimproverano la distrazione a Sonia, che si dispera, ma accettano di farla andare al ballo con uno stratagemma per non lasciarla catturare: Sonic, travestito da spazzino, visita Bartleby e gli propone di rendere il ballo in maschera per "maggiore gala", proposta accettata anche da Nick. Tuttavia il ballo è la stessa sera in cui il Predatore è attivo e poiché Sonia si è dimostrata l'unica in grado di pilotarlo con il radiocomando, dapprima si fa scoprire di proposito, successivamente grazie a un intervento della regina Aleena scappa e dirotta il Predatore, portando al sicuro tutti i civili catturati. La mattina dopo, Sonia scopre che la mamma ha sfruttato il suo intervento per regalarle il vestito da lei indossato al ballo debuttanti quando aveva la sua età.
- Canzone: Society Girl, composta da Jean-Michel Guirao e Mike Piccirillo. È una canzone electronic dance music estremamente psichedelica.

## Chi è il più veloce del reame?
- Titolo originale: Winner Fakes All
- Titolo Prime Video: Il vincitore prende tutto
- Scritto da: Mark Edens

Trama
Sonic, Sonia e Manic hanno appena sottratto due innocenti alla robotizzazione e scoprono increduli che questi indossavano tute da atleti. Il dottor Nick spiega pertanto ai suoi due cacciatori di aver robotizzato gli abitanti più veloci che abbia trovato per creare il Robo-Fulmine (Speed-Bot), un robot a forma di tartaruga che gareggerà in una corsa organizzata dallo stesso scienziato: egli infatti, annuncia che chiunque lo desideri potrà partecipare. Ovviamente, si tratta di un tranello, Sonic ne è consapevole e anche Nick sa dell'astuzia del riccio, ma è convinto che questi non resisterà all'orgoglio di essere l'essere vivente più veloce di Mobius e per dimostrarlo, parteciperà e vincerà, finendo per farsi catturare. Infatti, Sonic insiste a voler gareggiare e quindi Sonia lo avverte di non aspettarsi interventi di salvataggio da parte loro. La mattina dopo, Sonic parte di nascosto, ma Sonia e Manic partono comunque per seguirlo ed essere pronti a intervenire. A Robotropolis, Sonic pensa di recarsi alla gara travestito da femmina, ma resosi conto di non riuscire a trattenere i suoi istinti eroici, torna al camper e strimpella la chitarra in pace. Nel frattempo, Sonia e Manic sono arrivati in incognito allo stadio e per entrare, Manic ruba i biglietti a Bartleby, riservati ad un posto privato. Sleet decide di far partecipare Dingo alla corsa trasformandolo in un monociclo a motore e mette al corrente Robotnik, il quale, informa Sleet di non preoccuparsi, in quanto i Megarobot sono stati programmati per attaccare il vincitore. Al camper della band, Sonic sta seguendo la gara e notando la presenza dei fratelli, parte alla volta dello stadio per soccorrerli. Durante la gara, il Robo-Fulmine finisce distrutto sulle gradinate e Dingo vince, venendo quindi attaccato dai robot. Sonia irrompe sulla sua moto in soccorso di Dingo (che crede sia Sonic travestito) e Manic scatena un terremoto con un lungo assolo di batteria, durante il quale giunge Sonic e Sleet riesce, sotto sforzo, a ritrasformare Dingo, che chiede a Sonia di poter andare con lei per sempre. Nick ordina la chiusura dei cancelli ma i ricci distruggono i Megarobot, sfruttano un colpo di Dingo per sfondare i cancelli e corrono di ritorno al loro camper.
- Canzone: Built For Speed, composta da Jean-Michel Guirao e Mike Piccirillo. È un brano bluegrass musicalmente simile al sottofondo degli inseguimenti di Hazzard; Sonic usa la chitarra come un banjo, mentre Sonia usa la tastiera come un violino.
- Il travestimento indossato da Sonic all'inizio dell'episodio, lo ha fatto somigliare a Bernadette Hedgehog, personaggio femminile che nell'universo originale dei fumetti Archie è la madre del protagonista.
- Mentre Sonic corre verso lo stadio, passa vicino a una ragazza umana: si tratta dell'unica persona umana ad apparire nel cartone, oltre a Nick.

## Una fantastica eredità
- Titolo originale: A Hedgehog's Home is Her Castle
- Titolo Prime Video: La casa del riccio è il suo castello
- Scritto da: Len Janson

Trama
Manic sta esplorando le fogne quando vede passare la regina, tuttavia costei sparisce lasciando dietro una pergamena; si scopre quindi che la regina era in realtà Dingo trasformato e la pergamena specifica che Albert, un cugino dei ricci, ha lasciato il suo castello in eredità a Sonia, così i ricci decidono di andare a controllare. Prima di partire però, Sonic si ferma a un chiosco di chili dog, l'ennesima imboscata dei due cacciatori, che manda contro a un muro. Sonia e Manic giungono quindi al vecchio e fatiscente Castello degli Incubi (Worst Castle), venendo accolti dal custode Bellok (un pipistrello) e il suo gufo domestico Hooter. Nonostante il posto sia infestato e spaventoso, decidono di restare e vengono ben presto raggiunti da Sonic, che ha appena acquistato un paio di scarpe antigravitazionali. Una volta appreso della probabile presenza della madre, Sonic parte in cerca e viene sorpreso da Bellok, cominciando ad avere sospetti e ritrova Manic in un sotterraneo. Non appena i due partono in cerca della sorella (che ne frattempo ha scoperto uno specchio magico), Sonic nota Hooter e a suon di schitarrate lo costringe ad ammettere che Sleet lo ha minacciato di aiutarli a trattenere i tre fino al loro arrivo per catturarli. Sonic entra quindi nello specchio e ritrova Sonia, ma si trovano bloccati ed escono solo camminando, mentre Aleena riferisce a un Manic addormentato di fuggire tramite lo specchio, proprio quando i due cacciatori arrivano. Respinti i due, gli Underground, Bellok e Hooter entrano nello specchio all'ultimo istante e vengono evacuati da una magia, notando da lontano la distruzione del castello; solo Bellok sa che sono stati salvati dalla regina, la quale è nascosta nelle vicinanze a piangere lacrime di gioia.
- Canzone: Let's Do It to It, composta da Jean-Michel Guirao e Mike Piccirillo.
- Voci aggiunte: Antonio Paiola (Bellok).

## I manufatti
- Titolo originale: Artifact
- Scritto da: Michael Edens

Trama
Travestiti da camerieri a una serata di gala, i ricci origliano che il dottor Nick annunciano che la città sacra di Mobupinchu esiste davvero (nonostante sia una leggenda) e vende all'asta dei manufatti. I ricci interrompono la sessione e fuggono con i manufatti. I tre si recano quindi all'università di Robotropolis, dove il professore scopre che il manufatto è in realtà una bomba inesplosa risalente all'ultima guerra (500 anni prima del colpo di stato di Nick) e Manic ha inavvertitamente venduto il timer per duemila Mobium a Vince, un mercante. Non appena i ricci scoprono che l'ha a sua volta rivenduto a Bartleby, Vince spiffera tutto a Sleet e Dingo, venendo in cambio robotizzato. Bartleby si rifiuta di credere che la sfera sia una bomba e ritiene che Sonia stia venendo rovinata dalla resistenza, quando giungono i due cacciatori e catturano Bartleby con la sfera, dirigendosi agli scavi di Mobupinchu e i ricci li inseguono. Proprio quando Nick cerca di riprendere la sfera, gli Underground intervengono e l'esplosione costringe Bartleby e i cattivi a ritirarsi. Rimasti soli, i ricci trovano in fondo a una galleria la vera Mobupinchu, dove scoprono un enorme tesoro di proprietà della regina, che ha assistito al combattimento di nascosto.
- Canzone: You Can't Own Everything, composta da Jean-Michel Guirao e Mike Piccirillo.
- Voci aggiunte: Vince è doppiato in originale da Garry Chalk e in italiano da Pietro Ubaldi.

## Attacco aereo
- Titolo originale: Bug!
- Titolo Prime Video: Mosconi all'attacco
- Scritto da: Len Janson

Trama
Mentre Manic si diverte con il suo surf volante viene attaccato da un Megarobot volante, prontamente distrutto da Sonic; con una ricetrasmittente, scopre da Sleet tramite una ricetrasmittente che la regina è stata avvistata nel quadrante 10. Durante il viaggio, la guida spericolata di Manic guasta il furgone e i tre conoscono Rudy, il capo lucertola dei Combattenti per la Libertà del posto. Costui racconta di aver visto uno sciame di mosconi mai visti, rischiando di venire consegnato a Nick a tradimento da alcuni amici. Nonostante Sonic raccomandi a Manic di rimanere al furgone, questi lo segue comunque con il suo surf e viene punto da un moscone che lo manda a rapporto dallo scienziato. Tuttavia Sonic cattura un insetto e Rudy scopre che si tratta di robo-mosche (Fly-bot), le quali iniettano un siero che rende la vittima fedele al tiranno. Secondo Sleet l'effetto del siero dura un'ora, sufficiente per mandare i ribelli alla base e robotizzarli. Scoprendo che Manic è sotto effetto, Nick aumenta l'effetto del siero e nasconde una robo-mosca nel marsupio di Manic; questa lo punge nuovamente in piena notte e chiama lo scienziato, costringendo i ricci a fuggire. Sonia scopre il trucco appena in tempo e giunti al nascondiglio di Rudy, Sonic scopre la robo-mosca e la distrugge. I ribelli usano quindi il furgone come esca per le robo-mosche e le distruggono. Tornati al villaggio distrutto, i ribelli scovano i superstiti e Manic promette di non prendere più iniziative da solo.
- Canzone: Never Give Up, composta da Jean-Michel Guirao e Mike Piccirillo. È l'unica ad avere un assolo di chitarra e somiglia a un singolo degli Iron Maiden.

## Tonico velocizzante
- Titolo originale: Sonic Tonic
- Scritto da: Mark Edens

Trama
La regina Aleena racconta di aver fatto costruire i Giardini Pensili di Mobius (Hanging Gardens of Mobius) prima della nascita dei suoi figli affinché potessero osservare la flora, tuttavia sono stati desertificati dal dottor Nick, in cerca dell'ultimo esemplare del Fulminalbero (Velocitree), noto per la rapida fertilità; una volta trovato, lo scienziato estrae la sua essenza e ottiene il Sonic Tonico (Sonic Tonic), una sostanza che, versata sui piedi, rende la cavia veloce come Sonic. Sleet e Dingo si recano quindi a tutta velocità a Canyonopolis, dove i ricci si stanno preparando per un concerto. I due cacciatori raggiungono e catturano facilmente Sonic, il quale, apprende il trucco dallo scienziato; tuttavia Sleet e Dingo si rifiutano di robotizzare la preda finché non verranno pagati. Mentre Nick e Sleet discutono, a Dingo termina l'effetto del tonico e come effetto collaterale i piedi si ingrandiscono, che non riesce più a stare in piedi; non appena lo scienziato lo scopre, i ricci neutralizzano i Megarobot con il sistema antincendio e fuggono con il tonico alla volta dei giardini pensili. Durante il viaggio però, il furgone fora uno pneumatico e, poiché Sonic non intende usare il tonico per precauzione, Manic e Sonia, esausti della sbruffonaggine del fratello, se lo versano comunque. Nick espelle il tonico da Dingo e Sleet con il sudore e i due partono alla volta dei giardini. Anche Manic e Sonia partono, ma l'effetto del Sonic Tonico termina proprio quando arrivano i due cacciatori. Arriva quindi Sonic, che getta la sostanza nei ruscelli dei giardini e prova a usare i medaglioni con i fratelli; combinando i poteri del tonico e della musica, i piedi di Sonia e Manic tornano normali e i giardini rifioriscono, intrappolando Sleet e Dingo. Mentre i ricci lasciano i giardini, gli Underground si perdonano a vicenda per l'irresponsabilità e la sbruffonaggine.
- Canzone: The Fastest Thing Alive, composta da Jean-Michel Guirao e Mike Piccirillo.
- I Giardini Pensili di Mobius sono una parodia dei Giardini pensili di Babilonia.

## Amico o nemico?
- Titolo originale: Friend or Foe?
- Titolo Prime Video: Amicizia e tradimento
- Scritto da: Kevin Donahue

Trama
Gli Underground si recano per la prima volta sull'isola galleggiante (Floating Island), un'isola disseminata di trappole abitata da un'echidna, dove sembra potranno trovare la madre. Anche Sleet e Dingo sono sull'isola e vengono incaricati dal dottor Nick di attuare il nuovo piano: aizzare l'echidna contro i ricci e rubare lo Smeraldo dello Scompiglio (Chaos Emerald) che fa galleggiare l'isola per farla schiantare e distruggere assieme ai ricci. I due cacciatori di taglie cadono però in una delle trappole e legati come carne al fuoco da Tira Pugni (Knuckles), che intende darli in pasto al suo dinosauro domestico Chomps. I due mostrano allora una proiezione a Knuckles dove i ricci tramano di rubare lo smeraldo e vengono quindi lasciati andare, mentre Chomps ingoia per errore il proiettore. Proprio quando gli Underground trovano una prova della presenza della regina, si imbattono in Knuckles e iniziano a scontrarsi. Mentre Sonic e Knuckles si scontrano, Sleet e Dingo attraversano le caverne dell'isola per rubare lo smeraldo, dove Sonia e Manic incontrano Chomps, scoprono l'inganno dei nemici e gli fanno rigurgitare il proiettore, facendosi quindi condurre dai due cacciatori che nel mentre hanno raggiunto lo smeraldo. Sonic ha intanto informato Knuckles e l'isola inizia a precipitare. Dingo molla accidentalmente la gemma e Sleet manda quindi i Megarobot a recuperarla per poi scappare; i quattro fanno quindi piazza pulita, Knuckles riporta lo Smeraldo dello Scompiglio al suo posto e i due cacciatori si ritirano ignorando Nick che minaccia di robotizzarli. Alla fine l'echidna racconta ai ricci che la regina visitò l'isola galleggiante quando lui era piccolo e scrisse su una roccia che negli ultimi giorni della tirannia di Nick, i suoi figli avrebbero reclutato vari alleati e il primo di questi sarebbe stato proprio Knuckles.
- Canzone: Not Always What They Seem, composta da Jean-Michel Guirao e Mike Piccirillo.
- L'episodio è un adattamento libero del videogioco Sonic 3 & Knuckles.
- Il nome italianizzato "Tira Pugni" viene detto solo da Sleet all'inizio dell'episodio; successivamente il copione mantiene "Knuckles".

## I guardiani di pietra
- Titolo originale: Head Games
- Titolo Prime Video: La testa tra i giochi
- Scritto da: Michael Edens

Trama
La regina Aleena nasconde una noce di cocco con un messaggio nel pranzo del figlio Sonic; non appena i ricci lo scoprono, apprendono che occorre aiuto all'Isola Repentina (Speedster Island), sita in mezzo al Mar di Mobius Meridionale (South Mobian Sea), dove Bartleby vuole costruire un villaggio di vacanza per l'aristocrazia, essendo essa ormai senza più abbastanza provviste. Su di essa ci sono inoltre i "Guardiani di Pietra", che hanno le sembianze dei ricci e secondo la leggenda dovrebbero proteggere il villaggio; il capo accetta infatti di spostare il villaggio, nonostante suo figlio Mantu sia contrario. I ricci raggiungono l'isola rocambolescamente inseguiti dai Megarobot e conoscono Mantu, il quale spiega la situazione ai ricci. Il dottor Nick ha inoltre intenzione (a insaputa di Bartleby) di robotizzare gli indigeni. Sonia e Sonic giungono da Bartleby e subiscono l'ennesima imboscata dei due cacciatori di taglie, riuscendo però a scappare; tornati da Manic, i ricci e Mantu osservano la demolizione del villaggio (contro gli accordi degli indigeni e perfino Bartleby non tollera vengano robotizzati. Proprio quando Sleet e Dingo catturano i ricci e Mantu, suo padre interviene e Manic informa i fratelli di dover suonare in cima alle statue dei guardiani di pietra, così si attivano e costringono i due cacciatori e Bartleby a fuggire, recuperano il furgone affondato e salvano quindi gli abitanti.
- Canzone: Take a Chance, composta da Jean-Michel Guirao e Mike Piccirillo. Ha le sonorità tipiche della musica tropicale hawaiana.
- Voci aggiunte: Davide Garbolino (Mantu).

## Una prova di coraggio
- Titolo originale: When in Rome...
- Scritto da: Len Janson

Trama
Avendo fallito tre missioni di fila, i ricci sono demotivati, così Sonia decide di visitare l'Oracolo di Delphius per ottenere informazioni. Giunti nella grotta, l'Oracolo afferma che gli risponderà in cambio di una prova di coraggio, dove dovranno salvare un popolo oppresso; i tre si ritrovano quindi separati, senza medaglioni e poteri in un mondo simile all'antica Roma, venendo imprigionati dai centurioni. I ricci deducono che anche lì la musica sia bandita, così attirano l'attenzione e vengono condotti al cospetto del crudele imperatore Sleetus dal suo braccio destro Dingotus; a seguito di rumori molesti, Sleetus manda Sonic nell'arena dei gladiatori, prende Manic come nuovo giocoliere e Sonia come ancella personale. Nell'arena Sonic conosce un minotauro e gli insegna ad essere galante con le femmine, mentre Sonia conosce Lydia, un'altra ancella; costei è in realtà la figlia dell'imperatore Augustino (Augustine), imprigionato dai due tiranni, facendo perdere al popolo la voglia di ribellarsi. A causa di un incidente Sleetus ordina di dare Manic e Sonia in pasto ai leoni. I due riescono a scappare dall'arena e assieme a Lydia tentano di raggiungere la torre dove Augustino è tenuto prigioniero, venendo però fermati da Dingotus e i centurioni. Intanto il minotauro ricambia l'aiuto di Sonic sconfiggendo i soldati e permettendo ai quattro di liberare l'imperatore, tornano nell'arena e il minotauro (che si scopre essere in realtà l'Oracolo) restituisce i poteri agli Underground, che rovesciano Sleetus e Dingotus tornando infine nella grotta. A questo punto l'Oracolo afferma che la profezia si realizzerà a patto che i ricci mantengano integrità e fiducia e usino bene i loro poteri.
- Canzone: Where There's a Will, There's a Way, composta da Jean-Michel Guirao e Mike Piccirillo. È un brano hip hop. Assieme a Someday di Gli antefatti è l'unico brano, in tutta la serie, dove la band non usa i propri strumenti/medaglioni.
- In un momento durante la canzone le braccia di Sonic sono erroneamente colorate di blu. Nella stessa scena la chitarra da lui suonata assume le sembianze di una Fender Stratocaster.
- Il ruolo di Lydia come ancella la fa somigliare alla principessa Aida.

## Il gioiello della corona
- Titolo originale: The Jewel of the Crown
- Titolo Prime Video: Il furbastro sulla corona
- Scritto da: Mark Edens

Trama
Manic ha costruito una microspia telecomandata a forma di insetto, così scopre che il dottor Nick ha ricevuto da un mercante di Emporium la fotografia di un gioiello della corona della regina, ma a causa di Dingo non riescono a sentire il nome del mercante. I ricci sospettano che il gioiello della fotografia sia falso e si dirigono quindi a Emporium. Non appena i tre entrano in casa del mercante (che a insaputa di tutti è a patti con la sovrana), il gioiello viene rubato da Sleet e Dingo, che vengono però fermati da Sonic con una recinzione improvvisata e gavettoni di olio d'oliva e recupera il gioiello. Arrivano però i Megarobot ma i ricci si travestono da incantatori di serpenti e tornano sul furgone, dove però Sleet ha installato un rilevatore. Giunti a un edificio dove sembra ci sia la madre, Sleet e Dingo attirano il capo con un tranello pur di farsi pagare e i ricci scoprono che il gioiello veniva attratto da un dispositivo e scappano, costringendo a fare altrettanto anche ai nemici, che vengono però bloccati. Tornati nella casa del mercante a Emporium (misteriosamente scomparso), scoprono che tutta questa storia era un tranello escogitato dalla regina per catturare il tiranno e loro lo hanno rovinato, ma i tre non si scoraggiano e lasciano la città, venendo osservati di nascosto dalla madre.
- Canzone: The Cosmic Dance, composta da Jean-Michel Guirao e Mike Piccirillo. Ha le sonorità della musica popolare araba.

## Tre ricci e una culla
- Titolo originale: Three Hedgehogs and a Baby
- Scritto da: Len Janson

Trama
Mentre gli Underground assaltano la base del dottor Nick in cerca di progetti segreti, scovano un neonato abbandonato e lo recuperano. Non sanno però che il bambino è un robot costruito dallo scienziato per scoprire dove si trova il Santuario dove i Combattenti per la Libertà crescono i loro figli e la cesta dov'è contenuto è in realtà Dingo. Sonia e Sonic cercano quindi i genitori del piccolo, mentre Manic lo tiene a bada prima con un giro in surf poi con la batteria, (torturando Dingo) decidendo inoltre di chiamarlo Hip il Riccio (Hip Hedgehog). Sonia e Sonic non riescono però a trovare i genitori e Manic suggerisce di portarlo al santuario mentre i due cercano e distruggono il prototipo del micro robotizzatore, compiacendo Nick. Dingo insegue quindi Manic e durante la missione Sonia e Sonic vengono sorpresi da Nick, il quale svela che tutte le loro scoperte e Hip sono in realtà finti. Sonic distrugge i ceppi elettromagnetici che li trattengono e partono all'inseguimento di Manic, ormai a soli 200km dal santuario. Durante lo scontro a fuoco con le unità di Sleet, "Hip" precipita e viene distrutto, successivamente gli Underground provocano una collisione in volo ai nemici, impedendo quindi loro di scoprire il santuario. Nell'ultima scena Manic inizia a dare lezioni di musica ai bambini della resistenza.
- Canzone: Being a Kid Is Cool, composta da Jean-Michel Guirao e Mike Piccirillo. Ha sonorità funk e jazz.

## I nomadi del deserto
- Titolo originale: Dunes Day
- Titolo Prime Video: Il giorno delle dune
- Scritto da: Mark Edens

Trama
Gli Underground si recano nel deserto per reclutare dei nomadi nella resistenza, tuttavia il furgone si guasta e vengono attaccati dai Megarobot, venendo però salvati da Iffucan, il capo della tribù di Azcan, che in passato era stato catturato e parzialmente robotizzato dal dottor Nick. Iffucan e le sue guardie aiutano i ricci e accettano di unirsi ai Combattenti per la Libertà, a patto che Sonic sconfigga un mostro chiamato Kar-lac. Sonic riesce nell'impresa e viene ammesso nella tribù, tuttavia Manic è molto scettico e sospettoso su Iffucan e decide di investigare, venendo però scoperto e sequestrato. Notando la scomparsa anche Sonia e Sonic iniziano a sospettare e scoprono la verità: Iffucan è stato parzialmente robotizzato mantenendo però il suo libero arbitrio a causa di una disfunzione e teme di non essere più fidato dalla tribù, solo le sue guardie del corpo Amir e Jamal lo sanno. Sonic viene quindi accompagnato al tamburo militare del sole, dove rischia di morire di caldo. Sleet e Dingo notano le tracce del furgone e scovano Sonia all'accampamento della tribù, mentre Manic viene ritrovato e scopre la verità a sua volta, sfuggendo per un pelo a un tornado di sabbia. Tornati all'accampamento, Sonic, Manic e Iffucan notano che sono stati tutti catturati dai due cacciatori, tuttavia Sonic usa un diversivo e permette alla tribù di respingere i nemici. Riparato il furgone, Iffucan svela la verità alla tribù e decide di esiliarsi, tuttavia Sonic vota affinché rimanga come capo. Nell'ultima scena, Sleet e Dingo sono rimasti a piedi in mezzo al deserto.
- Canzone: True Blue Friend, composta da Jean-Michel Guirao e Mike Piccirillo.
- Voci aggiunte: Maurice LaMarche e Riccardo Rovatti (Iffucan).

## Il papiro
- Titolo originale: Mummy Dearest
- Titolo Prime Video: La piramide perduta
- Scritto da: Ben Hurst e Pat Allee

Trama
Cyrus ha costruito un intelliputer, con cui i ricci spiano la sala comandi del dottor Nick; in essa notano un libro con lo stemma reale dei ricci, così Sonic propone di infiltrarsi usando esoscheletri costruiti dai tecnici aventi l'aspetto dei Megarobot. Manic recupera il libro nascosto in una cassaforte ma nell'uscire distrugge il suo esoscheletro proprio quando lo scienziato torna. Nonostante la copertura saltata, i ricci fuggono e tramite il libro scoprono il papiro di Aman-Rapi, loro antenato e profeta, dove ci sarebbe scritto come sconfiggere il tiranno. Mentre si recano a Hamarapi con il furgone, i ricci vengono sorpresi dai cacciatori e successivamente ingoiati dalla Serpe del deserto dal morso letale (Sand Snake), grande quanto una Megabalena di Mobius (Mobian Megawhale). Sonia fora la bocca della serpe, costringendola a risalire e i ricci escono, raggiungendo la piramide dell'antenato. Una volta entrati, gli Underground vengono incontrano il guardiano Hothep, ma vengono "mummificati" da Sleet e Dingo. Proprio quando Hothep viene costretto a disattivare le trappole, Sonic si libera con un'azione rotante e intrappola i due cacciatori, che però hanno chiamato i rinforzi. I quattro raggiungono la camera sepolcrale passando attraverso le due camere degli orrori e le mummie di guardia, notando i medaglioni dei ricci, evocano Aman-Rapi (quasi identico a Sonic) e consegna loro il papiro in cambio di una canzone. Non appena una delle mummie informa dell'imminente attacco nemico, il faraone lancia il suo incantesimo dell'immobilità (Curse of Immobility), che permette ai ricci di tornare a casa indisturbati. A causa della vecchiaia, il papiro di disintegra, ma sulla teca notano un'iscrizione che Sonia ricorda dai libri di scuola e significa "I ricci saranno i trionfatori".
- Canzone: Mummy Wrap, composta da Jean-Michel Guirao e Mike Piccirillo. Ha sonorità prevalentemente ispirate alla musica popolare egiziana.
- Voci aggiunte: Maurice LaMarche e Riccardo Rovatti (Hothep), Jaleel White e Pietro Ubaldi (Aman-Rapi).
- Il nome di Aman-Rapi è probabilmente ispirato ai nomi delle antiche divinità egiziane Amon e Ra, oltre alla fusione di entrambi (Amon-Ra).

## Il prigioniero dalla maschera di ferro
- Titolo originale: Hedgehog in the Iron Mask
- Titolo Prime Video: Litigio a tradimento
- Scritto da: Bob Forward

Trama
Nel cercare la madre, i ricci trovano una torre circondata da un temporale perenne che in passato sembra avesse tenuto prigioniera la regina. Entrati, i ricci odono l'eco di un prigioniero la cui voce è familiare a Sonia e mentre Manic tenta di hackerare il computer principale (in realtà Dingo trasformato) Sleet e i Megarobot escono allo scoperto e tentano di catturare i tre; prima di ritirarsi, i ricci scoprono da Dingo che la storia della prigionia della madre nella torre era in realtà falsa e il prigioniero è un vip intrappolato dallo stesso Nick. Gli Underground rientrano nella torre e liberano rocambolescamente il riccio intrappolato, che afferma di essere il loro zio, gemello di Aleena e non può togliere la maschera di ferro indossata, altrimenti esploderebbe. Non appena afferma che può esserci un solo sovrano, i ricci iniziano a litigare su chi debba governare e a seguito di un testacoda del furgone si separano, sciogliendo la band; a loro insaputa il dottor Nick ha osservato tutto con la telecamera nascosta nella maschera dello "zio". Manic, Sonia e Sonic vengono poi catturati da Sleet e Dingo con la complicità e doppio gioco del riccio mascherato e si ritrovano intrappolati nella torre, dove viene condotto anche lo "zio" senza maschera e Sonia lo riconosce: è il famoso attore Luke Periwinkle, del quale ha visto tutti i film e non appena questo calcia via la maschera con la telecamera incorporata si scopre che era davvero carica di esplosivo. I quattro ricci sfuggono a Sleet, Dingo e i Megarobot, distruggendo inoltre un macchinario che generava maltempo perpetuo intorno alla torre; gli Underground decidono infine di governare insieme.
- Canzone: Part of the Problem, composta da Jean-Michel Guirao e Mike Piccirillo.
- Voci aggiunte: Maurice LaMarche e Riccardo Peroni (Luke Periwinkle).
- Il nome di Luke Periwinkle è basato su quello dell'attore Luke Perry.
- Quando Luke afferma di essere il gemello della regina, viene parodiata la terza parte del romanzo di Alexandre Dumas Il visconte di Bragelonne; il ruolo coperto dallo stesso e il titolo dell'episodio sono invece basati sul prigioniero francese con la maschera di ferro.

## Tre ricci di troppo
- Titolo originale: Six is a Crowd
- Titolo Prime Video: Una gente per sei
- Scritto da: Len Janson

Trama
I Sonic Underground visitano l'Oracolo per ricevere istruzioni sulla loro nuova missione: questi dice loro che dovranno recarsi in un'altra dimensione e scoprire il resto da soli. Giunti nel nuovo mondo, i ricci si ritrovano in una Mobotropolis rigogliosa e priva di strutture robotiche. Girando per il posto, i cittadini li trattano con molto rispetto e notano una statua raffigurante un Sonic molto grasso. Proprio quando Sonic si ferma da un venditore ambulante di chili dog, lui e i suoi fratelli vengono catturati da "Megarobot che ridono" (Smiling SWATbots) e si ritrovano in una sala sotterranea davanti ad un Robotnik che li accusa di aver rubato tutti i soldi, il divertimento e la musica del posto ma da quel giorno, il loro regime sarebbe terminato. Il trio si rende quindi conto di trovarsi in una dimensione in cui Nick è il buono e comanda i combattenti per la libertà, mentre loro sono i cattivi, corrotti e crudeli governatori. Nick si accorge dell'equivoco osservando i suoi veri nemici ripresi nel palazzo reale da un suo robot-spia e i Sonic Underground dimostrano con un brano di essere dalla parte dei buoni. I ricci si recano al palazzo e si dividono per affrontare ognuno la sua controparte, licenziando nel mentre tutte le guardie e risparmiando due cittadini dalle segrete. La gang riesce quindi a catturare i tre ricci reali corrotti e Nick accetta di mostrare ai sovrani in che condizioni è ridotta la popolazione. Impietositi, i tre reali cambiano le leggi per risollevare il loro regno e i tre protagonisti tornano nella loro dimensione. Lungo la galleria della caverna però, Sonia sente la voce della madre: costei si mostra in una visione magica e dice ai suoi figli che oggi hanno imparato come il potere può rendere le persone e promette loro di riabbracciarli presto. Sonia scoppia in lacrime e viene quindi confortata dai due fratelli.
- Canzone: I Can Do That For You, composta da Jean-Michel Guirao e Mike Piccirillo.

## La fortezza volante
- Titolo originale: Flying Fortress
- Titolo Prime Video: La maledizione della fortezza volante
- Chaos Emerald Chaos, parte 1
- Scritto da: Mark Edens

Trama
Sonic, Sonia e Manic si sono presi una vacanza ma il loro relax viene bruscamente interrotto quando nel cielo sopra la spiaggia compare un'enorme fortezza volante (Fortress of Altitude) a forma di uovo creata dal dottor Nick, che cerca di distruggere i suoi nemici e nel farlo spiana il bosco vicino. Dopo aver tentato invano di distruggerla con i propri strumenti, Sonic si fionda nella fortezza volante per cercare il reattore e sabotarlo ma viene quasi notato da Sleet e Dingo; per calmarli, Nick attiva un campo di forza verde smeraldo che disintegra qualsiasi cosa tocchi e Sonic esce dalla fortezza per un soffio. I ricci deducono che la fortezza sia alimentata da uno Smeraldo dello Scompiglio (Chaos Emerald) e decidono di recarsi all'Isola Galleggiante per chiedere aiuto a Knuckles; questi fa fuoco sul Megarobot pilotato dai tre ma cessa non appena capisce che è pilotata dai suoi amici, tramite i segnali di fumo. Atterrato rocambolescamente sull'isola, il trio informa Knuckles della situazione; l'echidna ha l'ordine, da parte del bisnonno Athair, di non abbandonare l'isola e accetta di collaborare seppur con un'iniziale riluttanza e gli avvertimenti del bisnonno. I quattro eroi entrano sulla fortezza usando la navetta di Knuckles come diversivo e si mettono alla ricerca dello smeraldo che fa funzionare l'intera fortezza, tramite lo speciale tracciatore di Knuckles, evitando nuovamente il campo di forza. Tuttavia, Sleet, assetato di potere e desideroso inoltre di poter comandare anche su Nick, decide di rubare lo smeraldo assieme al socio Dingo e i due disertano la base su uno scooter volante, lasciandola precipitare nel mare vicino a Port Mobius, che stava per essere bombardata dalla fortezza. Nick è quindi costretto ad evacuare la fortezza, dove rimangono solo i quattro protagonisti appena giunti nella stanza del reattore.
- Canzone: No One Is an Island, composta da Jean-Michel Guirao e Mike Piccirillo. Prende il titolo dal detto Nessun uomo è un'isola.
- Voci aggiunte: Maurice LaMarche e Enrico Bertorelli (Athair).
- La fortezza volante è una vaga e chiara parodia del Death Egg, l'enorme stazione spaziale di Robotnik comparsa per la prima volta in Sonic the Hedgehog 2.
- Athair era stato introdotto nei fumetti Archie ed è l'unico parente di Knuckles ad apparire in un cartone.

## Gli antefatti
- Titolo originale: Beginnings
- Titolo Prime Video: L'inizio
- Origini, parte 1
- Scritto da: Ben Hurst e Pat Allee

Trama
La regina Aleena racconta che sotto alla sua guida, il pianeta Mobius era bello, pacifico e prospero. Ma nello stesso giorno in cui ella partorì i suoi tre figli, il malvagio dottor Nick usò la sua tecnologia per conquistare il mondo, inquinandolo e robotizzando non solo parte dell'ambiente, privandolo della vita, ma anche la maggior parte dei cittadini civili, trasformandoli in suoi cyborg, mentre ricchi, benestanti e nobili li lasciò in libertà per far circolare l'economia. Dopo aver passato pochi giorni nascosta con i suoi figli, l'Oracolo di Delphius svelò alla regina una profezia secondo la quale i suoi bambini la ritroveranno e formeranno il Consiglio dei Quattro per cacciare Robotnik. Per avverarla, la regina abbandonò i suoi figli separati: Sonia alla villa di Lady Windimere, Sonic in una casa civile abitata da due sposi e Manic alla casa di un sobborgo povero. Manic tuttavia viene rapito da uno zingaro che, ignaro del contenuto della cesta, lo porta al suo capo Farrell. Non appena scopre il contenuto, Farrell prende Manic come suo figlio, lo addestra a rubare e a suonare la batteria come passatempo. Sonia cresce venendo educata come una dama, impara la ginnastica, il karate e a suonare il pianoforte. Sonic invece cresce allegro con i genitori adottivi, scopre che il suo cibo preferito sono i chili dog e impara a suonare la chitarra. Ben presto però, i suoi genitori adottivi gli dicono a malincuore di abbandonarlo e andare dallo zio Chuck, venendo subito dopo arrestati dai Megarobot e la loro casa viene bruciata. Anni dopo, Sonic aiuta zio Chuck e i Combattenti per la Libertà in svariate missioni per sabotare Nick; in una di queste fa esplodere una base venendo successivamente identificato. L'Oracolo allora svela la profezia a Sonic, scoprendo di avere un fratello e una sorella, con i quali si riunisce in un locale dove improvvisano dal vivo; Nick, ricordando la profezia dettagli dall'Oracolo, scopre che i figli della regina sono vivi e decide quindi di assumere Sleet e Dingo come suoi fidi cacciatori di taglie per catturare i ricci e robotizzarli; i due cacciatori, con alcuni Megarobot catturano Lady Windimere, Ferrell e zio Chuck ad insaputa dei tre fratelli. Costoro, riunitisi nella piazza centrale, scoprono con dispiacere tramite l'Oracolo che Lady Windimere, zio Chuck e Farrell, dopo l'arresto, sono stati robotizzati e, consapevoli della profezia, ricevono una pergamena e decidono di partire alla ricerca della madre.
- Canzone: Someday, composta da Jean-Michel Guirao e Mike Piccirillo, somiglia vagamente a Jump dei Van Halen. Assieme a Where There's a Will, There's a Way di Una prova di coraggio è l'unico brano, in tutta la serie, dove la band non usa i propri strumenti/medaglioni.
- Voci aggiunte: Maurice LaMarche (Farrell e Zio Chuck); Patrizia Scianca (Sonic da piccolo), Sabrina Bonfitto (Manic da piccolo), Sergio Romanò (Farrell), Tullia Piredda (Lady Windimere), Riccardo Rovatti (Bernie), Gianni Mantesi (Zio Chuck).
- Nonostante i nomi dei genitori adottivi di Sonic non vengano mai menzionati, i sottotitoli delle piattaforme streaming rivelano che si chiamano Bernie e Estelle.[1]
- All'inizio dell'episodio compare una statua che riproduce re Acorn di Sonic SatAM.
- A differenza della serie precedente, il vero grado di parentela dello zio Chuck (doppiato in originale da Maurice LaMarche) è sconosciuto.
- La chitarra grigia e rossa suonata da Sonic somiglia a una Jackson King V.

## Lo smeraldo del potere
- Titolo originale: No Hedgehog is an Island
- Titolo Prime Video: Dove nessuno raggiungerà l'isola
- Chaos Emerald Chaos, parte 2
- Scritto da: Matt Edens

Trama
Mentre fuggono in volo dalla fortezza con lo Smeraldo dello Scompiglio, Sleet e Dingo iniziano a litigare su chi dei due debba comandare e quest'ultimo riesce a paracadutarsi in un canyon. Atterrato, Dingo rompe accidentalmente lo smeraldo e la sua energia inizia a scatenare terremoti e altri disastri naturali su tutto il pianeta Mobius e a nulla servono gli sforzi del canino a riassemblare i due frammenti. Sleet decide allora di tornare da Nick per fare pace e recuperare lo smeraldo con il suo aiuto. Intanto, Sonic, Manic, Sonia e Knuckles riescono a uscire dalla fortezza volante e raggiungono la spiaggia a nuoto. Proprio quando Sonic corre a recuperare il camper della band, riesce ad avviarlo solo tramite una scarica di energia mentre i fenomeni disastrosi sopraggiungono. Tra questi, si forma un tornado che quasi investe Sonia, Knuckles e Manic, ma quest'ultimo riesce ad annientarlo con un violento assolo di batteria un attimo prima che raggiunga Port Mobius. Intenta a sistemare il tutto, la gang sale sul camper e si reca dal bisnonno di Knuckles, Athair. Nel mentre, Nick e Sleet hanno fatto pace e questi si mette sulle tracce dei nemici. Athair informa i quattro ragazzi di aver previsto che per porre fine ai fenomeni catastrofici dovranno allearsi con il tirannico scienziato. I ricci, ovviamente, si rifiutano di scendere a patti con il loro arcinemico mentre Knuckles accetta di iniziare quanto prima. Sleet e i Megarobot hanno nel frattempo scovato i nemici e li attaccano, ma la gang entra in azione e riesce a fuggire; i ricci si rendono conto troppo tardi di aver lasciato indietro Knuckles, che chiede a Sleet di farsi condurre da Nick...
- Canzone: Learn to Overcome, composta da Jean-Michel Guirao e Mike Piccirillo. Si tratta di un brano punk/hard rock vagamente simile a Addicted to That Rush dei Mr. Big, con lo stesso giro di accordi del Canone di Pachelbel.

## L'addestramento
- Titolo originale: Getting to Know You
- Titolo Prime Video: Prendendo pur di conoscervi
- Origini, parte 2
- Scritto da: Ben Hurst e Pat Allee

Trama
Il dottor Nick ordina a Sleet e Dingo di trovare e catturare i ricci, ma non appena Dingo vede l'immagine di Sonia se ne innamora perdutamente. Il trio si sta organizzando per partire immediatamente seguendo la pergamena datagli dall'Oracolo ma vengono attaccati da uno SWATbot, prontamente disattivato da Sonic e Manic ma nel mentre giungono i due cacciatori. Sonia riesce a far cadere Dingo e Sonic, approfittando della distrazione del cane muscoloso (che ha inavvertitamente fatto svenire Sleet), carica i due fratelli e schizza nello scantinato verso le fognature di Robotropolis. I ricci raggiungono una giungla dove incontrano Gandar, una specie di leone muscoloso senza coda, membro dei Combattenti per la Libertà. Gandar ha l'incarico di addestrare i ricci a combattere e insegna quindi a Sonic a controllare la sua velocità, a lui e a Sonia come fare un attacco rotante e a Manic ad usare le sue bacchette come frecce. Affinate le abilità, Sonic, Sonia e Manic vengono magicamente teletrasportati da Gandar nel monastero di Thelonious, un cane antropomorfo, per la seconda parte dell'addestramento. Qui sono costretti ad affrontare un mostro ma non riescono a batterlo. Avendo quindi imparato che per farcela devono collaborare, i ricci ricevono i loro medaglioni.
- Canzone: Working Together in Harmony, composta da Jean-Michel Guirao e Mike Piccirillo. Si tratta di un allegro brano charleston avente la stessa velocità di Beating Around the Bush, singolo degli AC/DC presente in Highway to Hell.
- Il titolo usato su Prime Video ha un errore di traduzione: il termine più appropriato per "getting to" sarebbe "inizio [a conoscervi]" anziché "prendendo pur di".

## Il dilemma
- Titolo originale: New Echidna in Town
- Titolo Prime Video: Tira Pugni
- Chaos Emerald Chaos, parte 3
- Scritto da: Mark Edens

Trama
Dingo sta ancora tentando inutilmente di riassemblare lo Smeraldo dello Scompiglio, provocando disastri su tutto il pianeta Mobius, mentre i ricci sono preoccupati per Knuckles. L'echidna, appena condotto da Nick, stringe a malincuore un patto: si unirà a lui per neutralizzare lo smeraldo con la sua urna consegnandogli in cambio i ricci, "promettendo" di non robotizzarli. Knuckles torna quindi dai ricci e li conduce verso lo scienziato a loro insaputa, permettendo quindi a Nick di catturarli con della super colla. Ma non appena Knuckles scopre che lo scienziato intende davvero robotizzare gli Underground, si ammutina, distrugge e libera gli amici per poi scappare. I quattro raggiungono lo smeraldo, che viene però preso prima da Sleet e messo dentro a Dingo come contenitore; il canino assorbe involontariamente i poteri della gemma e si trasforma in un mostro immune al telecomando di Sleet e gli strumenti dei ricci. Di lì a poco giunge Nick, ma Sonic gli propone un piano affinché Dingo non distrugga Robotropolis umiliando lo scienziato: gli Underground distraggono Dingo mentre i Megarobot lo bloccano con la super colla. Dingo cade su Nick e rigurgita lo smeraldo, che viene inserito da Knuckles nell'urna, ponendo fine ai disastri. I quattro infine tornano a casa di Athair e poiché Knuckles deve restare sull'isola galleggiante a sorvegliare la gemma, Sonia lo saluta con un bacio, affermando che sarà sempre il benvenuto nella resistenza.
- Canzone: The Mobius Stomp, composta da Jean-Michel Guirao e Mike Piccirillo.

## Tutti per uno
- Titolo originale: Harmony or Something
- Titolo Prime Video: Dove non sorge l'armonia
- Origini, parte 3
- Scritto da: Ben Hurst e Pat Allee

Trama
Furibondo per l'incapacità di Sleet e Dingo nel non essere riusciti a catturare i ricci, Nick ordina di robotizzarli ma rinuncia non appena viene informato della posizione esatta del trio e ordina ai due cacciatori di portargli l'Oracolo di Delphius. Sonic, Sonia e Manic, che sono ancora al monastero di Thelonious, hanno intanto scoperto di poter usare i loro medaglioni come armi: chitarra e tastiera sparano laser mentre la batteria provoca violenti terremoti. Subito dopo sono costretti ad andare velocemente a tornare a Robotropolis per salvare Trevor, un membro della resistenza, dalla cattura. Intanto, Sleet e Dingo hanno trovato la grotta dell'Oracolo e i ricci, accortisi, prendono una scorciatoia  aperta da Manic con un suo dispositivo e rubano una navetta per raggiungere la grotta. Robotnik scopre il furto e attiva l'autodistruzione della navetta ma i ricci saltano giù appena in tempo, atterrando sulla neve. Sleet scopre la loro presenza e manda i Megarobot a prenderli, perché i tre precipitano nella caverna dell'Oracolo. Qui, i tre fratelli hanno modo di comunicare con la madre, la quale, tramite una visione magica, raccomanda ai suoi bambini di collaborare per raggiungere i loro obbiettivi. Subito dopo vengono raggiunti da Sleet, Dingo e i Megarobot, ma non si danno per vinti, anzi, usano per la prima volta i loro medaglioni per combattere e costringono i nemici ad una disastrosa ritirata. Sleet cerca invano di disintegrare i ricci con un laser. Finalmente la band ha imparato a collaborare sfruttando al massimo le loro doti e l'Oracolo li informa che spetta alla loro determinazione a sconfiggere Nick una volta per tutte. Infine si scopre che l'Oracolo non può essere distrutto ma anche se i ricci non lo sapevano, la loro madre è orgogliosa che abbiano imparato a lavorare insieme.
- Canzone: We're All In This Together, composta da Jean-Michel Guirao e Mike Piccirillo.
- Il nome di Thelonious e il suo ruolo di monaco ("monk" in inglese) sono riferiti al pianista jazz Thelonious Monk.

## Il medaglione della discordia
- Titolo originale: Country Crisis
- Titolo Prime Video: Il paese contro la crisi
- Scritto da: Laren Bright

Trama
L'episodio inizia con la distruzione di una struttura di Nick da parte dei ricci; tornati a casa, costoro notano un biglietto lasciato dalla madre, che li informa di una faida scoppiata tra i Combattenti per la Libertà della montagna e la valle al sud (Southern Mobius) riguardo la costruzione di una centrale idroelettrica dello scienziato. Giunti a destinazione, i tre incontrano Zeb e Jarod alla valle, ma vengono scoperti da Sleet e Dingo, che però pianificano di catturare i ricci a modo loro pur di farsi pagare. Jarod spiega che la regina consegnò un medaglione (Gold Medallion) a montanari (Mountain Folk) e valligiani (Valley Folk) per ricordare loro la proprietà condivisa del posto, ma mentre festeggiavano i montanari persero il medaglione e accusarono ingiustamente i valligiani; inoltre la diga è sorvegliata da un enorme robot pesantemente armato (Guardian Bot) affinché i montanari possano vederla completata. Giunti in montagna, gli Underground conoscono Sara, favorevole a riappacificarsi con i valligiani; proprio quando la nonna di Sara accetta di allearsi, ritira l'accordo non appena nota che la nipote è innamorata di Jarod. I ricci calmano le acque facendoli suonare assieme e pianificano di distruggere la diga mentre Sonic distrae il robot. Proprio quando Manic cerca di abbattere la diga con la batteria, Sleet e Dingo attaccano a sorpresa ma Jarod trova Sonic e gli fa riportare indietro il robot, giungendo appena in tempo e costringendolo ad abbattere la navetta dei due cacciatori, che fuggono, permettendo a Manic di abbattere la diga e travolgendo il robot con l'acqua. Montanari e valligiani festeggiano la pace e le nozze di Jarod e Sara, durante la quale la nonna ritrova il medaglione perduto: da giovane aveva scordato di averlo lasciato nel suo vaso per ballare con Zeb e decidono di darlo ai ricci, scoprendo che sono due metà di una mappa indicante la prossima destinazione.
- Canzone: How You Play the Game, composta da Jean-Michel Guirao e Mike Piccirillo. È una canzone folk/country con tipiche sonorità sudiste.
- Voci aggiunte: Mauriche LaMarche e Riccardo Peroni (Zeb)

## Chiacchiere compromettenti
- Titolo originale: Haircraft in Space
- Titolo Prime Video: Chioma nello spazio
- Scritto da: Laren Bright

Trama
Il dottor Nick ha aperto un negozio di parrucchiere gestito da Doo Bot, una robot estremamente gentile in grado di estorcere informazioni ai clienti: ipnotizzandoli, li costringe senza che se ne accorgano a spifferare cosa pensino del dittatore e ogni registrazione viene confiscata da Sleet e Dingo, i quali provvedono ogni volta a sostituire la cassetta e consegnare quella piena al capo, che provvederà a robotizzare le vittime. Sonia, in preda a una crisi di nervi a causa delle maniere di Sonic, decide di provare il servizio di Doo Bot e viene ipnotizzata, spifferando così dove si trova la base dei ribelli. Proprio quando i due cacciatori vanno a sostituire nuovamente la cassetta a Doo Bot, Sonia viene scoperta e permette alla robo-parrucchiera di scappare. Fuggita, Sonia si reca da Bartleby e scopre il piano di Nick tramite un annuncio e realizza il suo errore. Costei denuncia metà dell'accaduto ai fratelli, i quali, nonostante approvino le scomparse degli aristocratici, accettano di aiutare Sonia a ritrovare Doo Bot; costei giunge a sua volta a casa dei ricci e ipnotizza i due ragazzi, così Sonia scopre il registratore. I ricci portano quindi Doo Bot a casa di Bartleby, venendo scoperti e inseguiti; i Megarobot recuperano Doo Bot e, notando il "prelievo" dell'aristocratico per mano dei due cacciatori, Sonia confessa di aver svelato la posizione della base dei ribelli. Gli Underground invadono quindi la base di Nick, dove Sonia permette agli aristocratici catturati di fuggire, mentre Sonic e Manic recuperano Doo Bot; il riccio blu costringe Nick a ritirarsi e una volta usciti scagionano Bartleby bruciando la cassetta che lo incastra e Doo Bot viene riprogrammata affinché Nick, Sleet e Dingo dimentichino tutto.
- Canzone: Don't Be a Backstabber, composta da Jean-Michel Guirao e Mike Piccirillo.
- Voci aggiunte: Kathleen Barr (Doo Bot).

## False speranze
- Titolo originale: Healer
- Titolo Prime Video: Un guaritore
- Scritto da: Ben Hurst e Pat Allee

Trama
Bartleby e i malvagi apprendono tramite un cubo olografico che uno scienziato organizza una dimostrazione di un "de-robotizzatore" (De-Roboticizer) dal vivo al palazzo della contessa Katrina. Infiltratisi nella base del dottor Nick con un robot inserviente, gli Underground stanno intanto eseguendo un piano di Cyrus, dirottando i rifornimenti del nemico alla resistenza venendo quasi scoperti. Tornati a casa, i ricci vengono informati del de-robotizzatore da Bartleby, così conoscono il suo inventore Titus, il quale annuncia la dimostrazione quella sera stessa, dove partecipa anche Dingo, trasformato in mosca. Durante la serata, Titus dimostra l'efficacia della sua invenzione, ma Sonic è scettico e allo stesso modo anche Titus vuole tenere segreta la sua invenzione; annuncia inoltre di volerlo convertire affinché renda chiunque immune alla robotizzazione, così Nick ordina ai Megarobot di attaccare il palazzo. I ricci sventano l'attacco e scappano con Titus e Bartleby, senza però scoprire che Dingo li segue. Sonia chiede a Titus di farsi immunizzare per salvare Lady Windimire, ma questi, rimasto solo, viene catturato dai due cacciatori. Nick scopre quindi che il De-Robotizzatore era solo un diversivo per truffare soldi agli aristocratici, così ordina a Titus di convertire la sua creazione in un robotizzatore e robotizzare uno dei ricci; Sonic scopre tutto ascoltando una chiamata del cittadino "guarito". A Tyrant, Titus si sacrifica per Sonia, permettendo ai tre di scappare. Tornati a casa, gli Underground scoprono tramite Cyrus che grazie alle loro azioni della sera precedente, i Combattenti per la Libertà hanno potuto svuotare indisturbati i velivoli di rifornimento del nemico.
- Canzone: We're the Sonic Underground, composta da Jean-Michel Guirao e Mike Piccirillo. È un singolo hard rock/pop metal molto simile a quelli dei Van Halen; infatti la chitarra è evidentemente accordata in mi bemolle e Sonic esegue alcuni lick simili a quelli di Eddie van Halen con un flanger.
- Voci aggiunte: Adrian G. Griffiths (Titus).

## La scelta di Sonia
- Titolo originale: Sonia's Choice
- Scritto da: Ben Hurst e Pat Allee

Trama
Il dottor Nick e i suoi assistenti raggiungono la città di Anays, dove pianifica il prossimo tranello per i ricci organizza una mostra di cimeli protetta da pesanti sistemi di sicurezza. Nel frattempo gli Underground, mimetizzati con fango e arbusti, sono altrove e abbattono un'Unità di tortura (Death Pod); Trevor presenta loro Renée, giunta da Anays per informarli della messa all'asta dei quattro calici, appartenuti alla famiglia reale da secoli. Giunti ad Anays, i tre si travestono da pittori ed entrano nel museo, osservando i calici e scoprendo che ogni reperto è dotato di emettitori di laser e il posto è protetto da un campo di forza. I ricci si infiltrano furtivamente, ma proprio quando Manic recupera i calici Sonic attiva inavvertitamente un cimelio e una gemma caduta a Manic innesca l'allarme, che chiama tre Unità di tortura, prontamente distrutte. Per lasciare Anays i ricci e Renée si separano, ma Nick ha l'asso nella manica: tramite un rilevatore di impronte, il tiranno ordina l'erogazione del megafango (Mega Muck) con cui cattura Manic e Sonic, intrappolandoli in due robotizzatori ad altrettanti estremi della città che si attiveranno alle nove. Sonia libera Sonic con l'intento di avere velocità sufficiente per raggiungere Manic (raggiunto da Renée), ma si attiva un generatore di riserva; Sonic corre in soccorso del fratello, ma viene salvato dalla regina, nascosta ai comandi di un velivolo. Tornati a casa, i ricci brindano con i calici di famiglia.
- Canzone: Never Easy, composta da Jean-Michel Guirao e Mike Piccirillo. Viene cantata da Sonia.
- Il titolo e la trama dell'episodio sono probabilmente ispirati al film La scelta di Sophie.

## Una vacanza al freddo
- Titolo originale: The Big Melt
- Titolo Prime Video: Il grande intenerimento
- Scritto da: Len Janson

Trama
Un gruppo di Combattenti per la Libertà ha notato attività sospette alla calotta polare e Sonia avverte i fratelli, interrompendo la loro vacanza marina; il dottor Nick ha installato un impianto di riscaldamento per sciogliere la calotta e sommergere tutto il pianeta. Giunti al polo, Sonia scopre che la temperatura è a -20°C (15 in più della media) e non appena i tre osservano il punto di emersione del sottomarino nemico, un "geyser" li separa: Manic e Sonic finiscono su un iceberg e incappano in uno Yeti dandosela a remi, mentre Sonia, finita su un blocco grande quanto uno slittino, scopre una caverna dove conosce i pinguini Marty, Moe e Jack, i quali credono che sia la regina Sauna, la loro sovrana perduta, essendo identica. Mentre Manic e Sonic cercano di tornare alla calotta remando, finiscono sul sottomarino dello scienziato e vengono scoperti a causa di uno starnuto, ma sbaragliano i nemici. Sonia, accompagnata dai pinguini, richiama i due fratelli facendo riecheggiare la sua tastiera e pianificano di distruggere l'impianto di riscaldamento; Sonic scava e lo trova, successivamente distrugge i sistemi di sicurezza facendosi bersagliare dai megalaser, permettendo così agli altri di piazzare le cariche esplosive. Il riccio blu avverte quindi Sleet e Dingo, i quali fuggono sul sottomarino con il capo. A missione compiuta, i ricci e i pinguini improvvisano una piscina termale su un isolotto.
- Canzone: Fun In the Sun, composta da Jean-Michel Guirao e Mike Piccirillo. È una canzone surf music durante la quale Sonic si tuffa in una piscina, nonostante detesti l'acqua.
- Voci aggiunte: Riccardo Rovatti (Moe).
- Il titolo usato da Prime Video ha una traduzione sbagliata; il titolo originale letteralmente tradotto significa "Il grande scioglimento".

## Gli addormentatori
- Titolo originale: Sleepers
- Titolo Prime Video: Chi dorme non entra in azione
- Scritto da: Ben Hurst e Pat Allee

Trama
Durante una missione a una base di Nick, Reeno e Tod, due alleati dei ricci, vengono catturati e creduti scomparsi, costringendo ai tre di fuggire. Messi al corrente dell'accaduto da Cyrus, Sonic invade la base e il tirannico scienziato lo lascia entrare per lasciargli vedere i due amici, facendolo poi cadere in una stanza dove cerca di vaporizzarlo con dei megalaser. Il riccio blu riesce comunque a tornare a casa e Cyrus pianifica un attacco nemiche. Mentre gli Underground distraggono i Megarobot, Sonia distrugge accidentalmente la sua moto e viene catturata, tuttavia Sonic e Manic la recuperano e la nave viene fatta schiantare nella base. Nick afferma di aver robotizzato 28 ribelli grazie alla sua ultima invenzione: gli Addormentatori (Sleepers), dei missili telecomandati che addormentano i bersagli, ma non volendo aspettare tre mesi per il prossimo carico di carburante (Tritarium) decide di andare a sollecitare gli scavi dalle miniere. Mentre Sonic si ferma a un chiosco di chili dog, Manic viene sedato da un addormentatore e Sonic rischia lo stesso fato riuscendo però a prendere il missile, mentre Sonia e Cyrus liberano Manic. Alla base, Cyrus scopre il trucco e i quattro si infiltrano nella base del nemico; con il temporaneo aiuto di Lionel (il padre di Cyrus) distruggono gli addormentatori, rubano una nave con un "lasciapassare" con cui raggiungono la miniera, che fanno saltare e polverizzano il minerale, impedendo a Nick di costruire altri Addormentatori.
- Canzone: Have It All Again, composta da Jean-Michel Guirao e Mike Piccirillo.
- Un attimo prima di distruggere accidentalmente la moto, Sonia passa sotto una navicella nemica effettuando la famosa scivolata di Akira.

## Bartleby in prigione
- Titolo originale: Bartleby the Prisoner
- Titolo Prime Video: Fuga dalla prigione
- Scritto da: Elenor Burian Mohr e Terence Taylor

Trama
Bartleby viene arrestato da un Megarobot con l'accusa di essere un traditore, ribelle e nemico del dottor Nick e al processo riceve come avvocato Dingo. Frattanto i ricci hanno scoperto la miniera di rubini, estremamente rari, preziosi e pericolosi se usati come armi. Infatti, Cyrus dimostra quanto tali gemme siano in grado di potenziare i laser e presenta ai tre il Dragamine (Sweeper), una trivellatrice laser. Tornati nella miniera con Trevor, i ricci scoprono l'arresto di Bartleby e Sonia cerca di liberarlo, mentre vengono origliati dallo scienziato; costui infatti conosce l'innocenza di Bartleby e il processo è un'esca per gli Underground. Il giorno dopo, Dingo spiffera imprudentemente il piano a Bartleby e costui, ricordando le parole di Sonia, decide di dichiararsi colpevole. Frattanto, i ricci e Trevor usano i Dragamine per distruggere le guardie della miniera e trovano il rubino gigante; Sonia decide di usarlo per potenziare la sua tastiera e fa crollare la miniera. Non appena i quattro tornano in superficie, Sonia parte per salvare Bartleby, pronto a subire la condanna, tuttavia Manic e Sonic arrivano per primi e mettono a soqquadro l'aula. Giunta anche Sonia, i tre fanno scappare Bartleby e per non screditarsi, lo scienziato dichiara l'innocenza dell'accusato. Al termine dell'episodio, Bartleby torna a casa con un velivolo e Sonia rimane con i fratelli, proprio come desidera.
- Canzone: Justice Callin', composta da Jean-Michel Guirao e Mike Piccirillo.
- Nonostante Sonia avesse dichiarato che le divise da prigionieri siano grigie, Bartleby ne indossa una arancione.

## Un robot dal cuore d'oro
- Titolo originale: The ART of Destruction
- Titolo Prime Video: Tutti contro la distruzione
- Scritto da: Laren Bright

Trama
I ricci distruggono una base del dottor Nick e nel farlo tendono una contro-imboscata a Sleet e Dingo. Tornati infortunati al quartier generale, Nick li relega ai lavoretti sporchi presentando la sua nuova creazione: ART (acronimo di Tecnologia del pensiero Robotica Artificiale, Artificial Robot Technology), in grado di apprendere qualunque cosa ed eliminare la resistenza da solo. Non appena i ricci lo scoprono, Manic inizia a sentirsi demotivato; quando ART attacca i tre, Sonic cerca di respingerlo ma riesce comunque a scappare. ART torna al contrattacco anche quando gli Underground cercano di distruggere una fabbrica di Megarobot e si scopre essere in grado di ricomporsi e resistente all'acido. Successivamente ART riesce a catturare i tre impegnati in una jam session; ascoltandoli, ART si ravvede e passa dalla parte della resistenza, nonostante lo scetticismo di Manic. Non appena Nick scopre l'ammutinamento di ART, ordina a Sleet di distruggerlo. Successivamente i ricci vengono informati da Cyrus che lo scienziato ha catturato la regina, ma non appena sembrano averla liberata, si scopre essere un ologramma e tranello di Sleet. I ricci e ART sfondano la parete debole, ma ART decide di sacrificarsi per permettere ai tre di fuggire dalla base e viene compresso in un cubo. Manic ha compreso che non bisogna arrendersi e dedica la distruzione di una base nemica alla memoria di ART.
- Canzone: The Sound of Freedom, composta da Jean-Michel Guirao e Mike Piccirillo.

## Il ciondolo
- Titolo originale: The Pendant
- Titolo Prime Video: Il ciondolo del salvataggio
- Scritto da: Ben Hurst e Pat Allee

Trama
L'inquinamento del dottor Nick ha aperto delle nuvole, scoprendo una nuova terra chiamata Penisola Smeralda (Emerald Peninsula), così lo scienziato ordina a Sleet e Dingo di catturare quanti più abitanti possibile usando come esca la trasformazione in Bogen, una creatura mitica inesistente simile a un nano. Cyrus scopre il piano e incarica gli Underground di intervenire. Lungo il tragitto però, il furgone ha un guasto, poiché Sonic ha imprudentemente lasciato un chili dog nel vano del radiatore. I tre conoscono Maeve, un'anziana indovina, la quale sembra non sapere nulla della minaccia di Nick; li informa inoltre che si sono imbattuti nel mostro della palude (Bog Beasty) e l'indomani Sonia troverà un oggetto di grande volere in grado di farle trovare la regina. Il giorno dopo, i ricci scoprono Sleet e Dingo, ma mentre cercano di raggiungere la nave cargo vengono sorpresi dai Megarobot; Sonia trova uno strano ciondolo con cui scopre la cattura dei due fratelli per mano dei cacciatori di taglie, così li soccorre e rubano la nave cargo. Proprio quando Sonia ascolta la conversazione dei nemici, Sonia inizia lentamente a svanire. Tornati da Maeve, scoprono che devono trovare l'altra metà del ciondolo per scoprire dove si trova, svanendo sempre più velocemente. Giunti sul posto, Sonic e Manic vengono però anticipati da Sleet e Dingo (i quali hanno origliato tutto con una sonda). Nonostante un finto patto, i due battono i nemici e tornano da Sonia appena in tempo con il ciondolo intero, permettendo inoltre a Maeve di ritrasformarsi in una fatina, così ricopre la Penisola Smeralda di nuvole e ne cancella i ricordi dalla memoria dei nemici, informando inoltre che il ciondolo potrà essere usato in maniera sicura una sola volta. Sonic chiede in cambio di mandare il mostro della palude addosso a Nick per dispetto.
- Canzone: Lady Liberty, composta da Jean-Michel Guirao e Mike Piccirillo. Ha lo stile di una banda in marcia e implica che Mobius abbia una propria bandiera, verde e blu (chiamata in originale The green and blue).

## Pericolo virtuale
- Titolo originale: Virtual Danger
- Titolo Prime Video: Addio, pericoli virtuali!
- Scritto da: Pat Allee e Ben Hurst

Trama
Sonic e Manic hanno iniziato a giocare a "Conquista il castello" (Castle Conquest), un videogioco a realtà virtuale per migliorare le proprie doti di aviatori, cercando inoltre di sconfiggere il loro avversario Destructo. Grazie a quel gioco, i due riescono effettivamente a migliorare e ne approfittano per rubare tutte le navi da carico di Nick senza fargli scoprire nulla dalle revisioni, coordinati da Cyrus. Sonic viene scoperto ai comandi della nave più esposta e viene attaccato dalla contraerea, così in risposta sferra un "attacco kamikaze" fuggendo in tempo. A missione compiuta, Manic sogna di giocare a "La conquista del castello" con i fratelli incontrando nuovamente Destructo. Al suo risveglio, Sonic e Manic si rimettono a giocare con Destructo (il creatore del gioco), il quale, passa loro un nuovo file, consistente in un livello aperto. A questo punto, Destructo rivela di essere in realtà il dottor Nick, il quale, intrappola i due nel gioco per distruggerli definitivamente. Disperata, Sonia informa Cyrus e costui scopre il file. Non potendo staccare la spina, manda nel gioco Sonia per attirare Nick, mentre Cyrus si sbarazza della parabolica dello scienziato. Sonia interviene in tempo, recupera i fratelli e si fa inseguire fino alla sala comandi; Cyrus taglia la parabolica in tempo e gli Underground tornano nella realtà; "ripulite" le navi nemiche, i ricci le "restituiscono" al proprietario con un attacco kamikaze telecomandato, distruggendo la sala comandi dello scienziato.
- Canzone: Don't Let Your Guard Down, composta da Jean-Michel Guirao e Mike Piccirillo.

## Adattamento dei fumetti Archie
Il numero 10 di Sonic Super Special ha una storia dove la serie fa un crossover con i fumetti Archie.
- Titolo: Zone Wars: A Tale of Two Hedgehogs
- Autore: Karl Bollers
- Disegni: Jim Valentino
- Chine: Harvey Mercadoocasio
- Lettering: Vickie Williams
- Colori: Joshua D. Ray e Aimee R. Ray
- Redattore: J. F. Gabrie
- Caporedattore: Victor Gorelick
- Direttore responsabile: Richard Goldwater

Trama
La storia inizia su Anti-Mobius, dove gli Anti-Freedom Fighters hanno appena fallito un tentativo di irruzione nella torre del dottor Kintobor. Tornati alla loro base, Anti-Sally è esausta della mancanza di energia di Anti-Sonic da quando hanno bandito il re nella Zona del Silenzio (Zone of Silence) e accetta Anti-Antoine come nuovo capo, nonostante le risate di Anti-Sonic, che rimane solo e accetta di aiutare il Robotnik di un'altra dimensione, appena mostratosi.
Nel frattempo, il divertimento dei Freedom Fighters su Mobius viene interrotto da Zonic, che recluta in suo aiuto Sonic, essendo l'unico in grado di fermare la minaccia: alla caserma, Zonic spiega al protagonista che Anti-Sonic ha ottenuto tutti i componenti di Giant Borg attraversando tutte le dimensioni e li ha consegnati al dottor Nick, l'antagonista della dimensione dov'è ambientata la serie animata. I due incontrano quindi i Sonic Underground durante una sessione di prove e si presentano: il protagonista dei fumetti ride al fatto di essere un principe e allo stesso modo Sonia e Manic non conoscono Sally Acorn e Tails.
Intanto, il dottor Nick ha ottenuto tutti i pezzi del Giant Borg e tradisce Anti-Sonic ordinando a Sleet e Dingo di rinchiuderlo per robotizzarlo, per poi salire sull'enorme robot e devastare Robotropolis. Il protagonista dei fumetti escogita quindi un piano: il Sonic degli Underground fa da esca a Nick, mentre Sonic e Zonic irrompono nella cabina del Giant Borg e catturano il dittatore un attimo prima che il robot venga distrutto da un suo stesso missile. Contemporaneamente, Sonia e Manic si infiltrano nelle segrete e consegnano Anti-Sonic a Zonic per poi salutare lui e l'altro Sonic, che torna nella sua dimensione. Non appena Anti-Sonic scopre che i suoi amici sono ora comandati da Anti-Geoffrey St. John sviene, così Zonic non deve dividere con lui i chili dog.

## Epilogo suArchie Sonic Online
La community Archie Sonic Online ha riscritto il numero 50 di Sonic Universe dando spazio a un finale personale per la serie, secondo i piani originali e successivamente scartato.
- Titolo: Swan Song ("Canto del cigno")
- Autore: GentlemanX
- Layout: Andrew DeCrescenzo
- Disegni: EliSonic12, PricklyDapper, JonnyUnique e Sea-Salt
- Chine: Laura "OC" B.m Marek Sterling e Ringo-Neko
- Lettering: Dr. Z
- Colori: AluSniper
- Redattori: GentlemanX, Dr. Z e EnigmaMachine

Trama
Il dottor Nick ha finalmente catturato i ricci e si gongola; poiché Sleet e Dingo non gli servono più se non robotizzati, i due tentano la fuga con la loro solita navetta ma vengono abbattuti e catturati dai Megarobot. Manic si sente abbattuto, ma la regina Aleena interviene teletrasportandosi con lo scettro e recupera i medaglioni per prepararli "a dovere", permettendo ai suoi figli di fuggire. La regina si precipita quindi a Mobodoon e usa la pietra del potere, mentre Sonic e Sonia scoprono tramite il ciondolo recuperato alla penisola smeralda che Manic sta per essere robotizzato. Mentre i due cercano di raggiungere la sala, vengono fermati dai Megarobot, zio Chuck, i genitori adottivi di Sonic, Lady Windermere e Sleet, anch'egli robotizzato. Proprio quando i due ricci non hanno scampo, Aleena torna e usa lo scettro per "svegliare" gli schiavi e distruggere i Megarobot. Sleet ruba il ciondolo a Sonia con l'intento di vendicarsi nonostante gli avvertimenti, ma sparisce. Intanto, nella sala principale, Nick sta per Robotizzare Manic, quando improvvisamente irrompono tutti i personaggi visti nei vari episodi (Knuckles e Chomps, Cyrus, Trevor, Bartleby, Mindy LaTour, Hothep, Bellok e Hooter, Marty, Moe e Jack, il capitano Squeeg, Stripes, Mantu e suo padre, Maeve, Jerod e Sara, Renée, Rudy e Sheila) e si scontrano con i Megarobot. Solo Dingo non lotta finché, esausto degli insulti ricevuti dal capo, lo getta nel robotizzatore e lo attiva. La regina consegna quindi i sette Smeraldi dello Scompiglio (da lei trovati in giro per Mobius) ai figli, che si trasformano in super e, mentre cantano la sigla de-robotizzano tutti gli schiavi e distruggono le costruzioni del dittatore, così la profezia dell'Oracolo si è finalmente avverata. I ricci formano quindi il Consiglio dei Quattro con la madre e riottengono il trono: riuniscono famiglie separate, revocano la nobiltà a chiunque fosse stato fedele alla tirannia dello scienziato, Dingo apre un chiosco di chili dog aiutato da Nick (diventato un robot) e Sleet è intrappolato nel ciondolo. Nell'ultima vignetta si vede la regina osservare sorridente i suoi tre figli durante una jam session.
- Il titolo "Swan Song" (lett. "Canto del cigno") è riferito al comune modo di dire e ha più di un'interpretazione: i Sonic Underground hanno rischiato di essere sconfitti, ma ciò che in realtà termina sono il regime di Nick (robotizzato) e l'aristocrazia a lui fedele.